# 西村博之
西村 博之（にしむら ひろゆき、1976年〈昭和51年〉11月16日 - ）は、日本の実業家、論客。日本最大級の匿名掲示板「2ちゃんねる」開設者。英語圏最大の匿名掲示板「4chan」管理人（株式の約10％を保有）。東京プラス株式会社代表取締役。株式会社made in Japan代表取締役社長。有限会社未来検索ブラジル取締役。愛称・通称は「ひろゆき」。または「論破王」。

## 概要
かつては日本最大級の匿名掲示板であった旧「2ちゃんねる」開設者で元管理人。株式会社ドワンゴが出資する動画配信サービス「ニコニコ動画」の運営会社ニワンゴの元取締役管理人として川上量生らと共に創設に関与した。
東京都北区赤羽北出身。公務員家庭に育つ。父親は税務職員で母親は生協でパートをしていた。父は北海道出身の開拓民の家柄。放任家庭で本人は父親の影響はほとんど受けていないという。後に両親は博之がまともに社会人になるとは思わなかったと発言。放任の結果、小学校でも怒られない日はなく、高校生の時に酒をばらまき警察に連行されるなど、本人もその両親の発言を認めている。「ダメ野郎であったが運はいい」と自認。裏ビデオのチラシ配りを経験。笹塚や朝霞などで行った。辞めた1ヶ月後に同じバイトをしていた者が逮捕された。今でいう闇バイトも、若いころだったらやっていたと思うと発言。
中央大学に在学中の1999年、度重なるサーバーダウンや荒らしなど諸問題を抱えていたスレッドフロート型掲示板「あめぞう」の避難所として匿名掲示板「2ちゃんねる」（現：5ちゃんねる）を開設し、管理人となる。以後、中尾嘉宏やジム・ワトキンス、山本一郎らと協力して同サイトの運営を続ける。しかし、同サイト上に書き込まれたネット中傷の削除依頼を拒否したことにより多数の訴訟に敗訴、多額の損害賠償を請求されることになった（債務総額は30億円を超える）が最終的な解決には至っていない。
2003年、竹中直純、深水英一郎と協力して「未来検索ブラジル」を設立、同社の取締役に就任する。2005年、川上量生、自民党の麻生太郎の長男である麻生将豊らの協力で設立されたドワンゴ子会社のニワンゴ取締役管理人に就任し、翌年の「ニコニコ動画」の立ち上げに関与。並行して複数の企業運営に携わる。
2014年、前年に発生した2ちゃんねる個人情報流出事件後の運営方針を巡り対立したジムとロンに2ch.netの管理権を剥奪される。同年、代替掲示板「2ch.sc」を開設。
2015年にフランスのパリへ移住。同年、グッドスマイルカンパニーの協力を得て、2ちゃんねるの系譜を持つ英語圏最大の匿名画像掲示板「4chan」をクリストファー・プールから約10億円で買収し、管理人に就任する。
日本においてはインフルエンサーとして広く人気を集める。YouTubeの切り抜き動画を含む月間再生数は3億回を超える。ソニー生命によるアンケート調査「中高生が思い描く将来についての意識調査2021」では、「将来のことを相談したいと思う有名人」の3位にひろゆきがランクインし、「“将来、こういう大人になりたい”と思う有名人」でも10位。2022年11月、ベネッセが通信教育講座『進研ゼミ小学講座』の会員13,816人（女子9,238人・男子3,691人・性別無回答887人）から回答を得た結果、小学生流行語ランキングで「それってあなたの感想ですよね?」が1位に選ばれた。ベネッセによれば、ひろゆきの真似事が小学生の間でブームとなっているという。
一部の発言内容については誤りや誤解を招く情報が含まれていたとして、報道などで指摘されている。また、2ちゃんねる上の中傷書き込みを巡る裁判で敗訴し、損害賠償の支払いを巡って問題になった事例もある（#訴訟）。
日本国外では、匿名掲示板「4chan」の管理運営に関与していたことから、報道機関や当局から、同サイトと関係する事件や社会問題との関連について批判的な論調がみられる。たとえば『ニューヨーク・タイムズ』は彼を「X世代の扇動家」などと表現したことがある。

## 来歴
ひろゆきは、2ちゃんねるの歴史に関わっている。以下、ひろゆきが1999年に開設した匿名掲示板を2ちゃんねる (2ch.net)、2014年に開設した掲示板を2ちゃんねる (2ch.sc)と表記する。

### 生い立ち
1976年、神奈川県相模原市に生まれ、東京都北区赤羽北で育った。祖父は北海道で西村牧場を運営していた酪農家の西村和夫、父親は財務省国税庁国税局税務署員で北海道足寄町出身、姉が一人いる。
少年時代は、生活保護受給者が大勢居住していた都営桐ヶ丘団地エリアの「国税局宿舎」に住んでいた。ベーシックインカムを推進しているのも、このような環境で育ち「働かないといけない」という感覚が圧倒的に乏しいからと述べている。また、団地では結婚して共働きで収入が増えると家賃が上がるという理由で偽装離婚している事実婚の夫婦がたくさんいたことから、結婚なんて書類上のことなのだという考えを持ち、妻の植木ともフランスに移住する2014年まで事実婚だった。
北区立北園小学校（現：北区立袋小学校）時代の小学5年生の頃、万引きの得意な友人と生協でバブリシャスガムを万引きした。傘に入れたはずが外に出てみるとどうしてもなかった。リスクを負ったにもかかわらず何も手にできず、それ以来万引きはしなくなった。もし成功していたら、2回目もしただろうと語っている。卒業後、北区立北中学校（現：北区立桐ケ丘中学校）に入学した。中学時代について、「中学は荒れすぎて、先生が殴られて失明したり、登校時校門の前の先輩に男子は全員一発殴られるとか、一日で窓ガラスが13枚割れたりと地元でも野蛮で有名な中学だったので、校則が徹底出来ないのが当たり前だった。校則が全く無い公立高校に行ったので、校則で困った経験無い」と回想している。ラーメン屋でバイトを行っていた。その後、東京都立北園高等学校に進学し、高校では物理学専攻を志望していたが、代数の教師と折り合いが悪く単位を落として理系進学を断念した。高校卒業時の成績は、下から10番以内だったという。高校時代にスーパーマーケットでバイトしていた時は、賞味期限切れの惣菜を盗み食いしていた。浪人時に赤羽のコンビニでバイトを行い、短期間で辞職する気しかなかったため、漫画を読みながら接客していた。前記の裏ビデオのチラシ配りの他にもピザ屋や掃除屋、宅配会社の配送場でベルトコンベア上の荷物を選り分ける仕事、コールセンターの受付などを行った。1996年4月、一浪の末に中央大学文学部教育学科心理学コース（現：人文社会学科心理学専攻）に入学し、「文化連盟犯罪科学研究会」に所属するが、会計を担当した際、帳簿をつけないなどずさんな事務を問われ退会した。その後、原付バイクで交通事故に遭い、その慰謝料で、1998年夏に米国アーカンソー州のアーカンソー中央大学へ1年間留学した。
大学で心理学を学ぼうと考えた理由は、「心理学だけは人の心を扱うので、参考書を読んだだけではマスターできないと考えたから」であるが、実際に大学の授業を受けると授業でも参考書を読むだけだったため、期待外れであったと述べている。また、中央大学を志望・受験したのは「最小限の労力で乗り切るため」であり「受験勉強をしたくないから、用語集の一番薄い政治経済を選び、自分の学力で受かる大学を受けた。受験はマークシート式で、最小限の労力で乗り切った。決して東大を目指すようなことはせず、『大卒』のカードだけを持っておこうと思った。僕はそうやって生き残ってきたタイプだ。大学に入っても、学問を修めるという意識はなく、最短で単位を取りながらダラダラと過ごすモラトリアム生活を満喫した。」と述べている。

### 1990年代―2ちゃんねる開設
1998年1月（2月6日説もある）、中央大学在学中にウェブサイト「Hirox's room」を開設した。3月には、大学の友人と合資会社「東京アクセス」を設立した。6月6日にサイト名を「Hirox's room」から「実録!交通違反をもみ消して罰金を払わない方法」（別名：「交通違反の揉み消し方」）に変更した。このサイトには、交通違反の罰金を揉み消すための情報交換掲示板が設置されており、2ちゃんねるのプロトタイプであったとされる。翌1999年5月30日、米国留学中に「あめぞう掲示板」の避難所として匿名掲示板「2ちゃんねる」を開設し、7月22日には「2ch.net」を取得した。
ひろゆきは、2ちゃんねるが成功した理由について「情報ニーズがあるから」と、述べている。また、「ネーミングや機能が優れていたからではなく、匿名で自由に書き込みたいという欲望があったから」とも語っている。成功については、「ある程度の大きさになるとは思っていたが、こんなに早くなるとは思わなかった」と述べている。また、あめぞうも含めた掲示板がありながら、2ちゃんねるだけが存続できた理由として、「データが消えない仕組みをつくった」、「（金にならないと思われていた中で）暇だったから辞めないで続けられた」と、述べている。

### 2000年代―2ちゃんねるの成功とニコニコ動画の創設に関与
2000年5月、西鉄バスジャック事件の犯人が2ちゃんねるに犯行予告を行っていたことを受け、当時23歳だったひろゆきは報道番組『ニュースステーション』（テレビ朝日）のインタビュー取材に応じた。この時、ひろゆきは「うそはうそであると見抜ける人でないと（掲示板を使うのは）難しい」と発言している（後述）。なお、ひろゆきにとっては、これが初のメディア出演となった。
2001年8月、ひろゆきは日本生命との裁判で敗訴した。この時期から、ひろゆきは2ちゃんねる上のネット中傷を巡る多くの裁判で敗訴し、多額の損害賠償を負うことになった。
2002年までにGoogleは日本で最も検索された単語が「2ちゃんねる」であると公表した。
2002年9月、2ch.netの関連会社である「東京プラス株式会社」（東京都北区赤羽北）を設立するとともに代表取締役に就任。
2003年4月、プログラマーの竹中直純らとともに「未来検索ブラジル」を設立し、取締役に就任。
同年6月には、ひろゆきが代表を務める東京プラスがガーラとの間で、ガーラのネット情報クリッピングサービスにおける2ch.netおよびまちBBSの掲載情報の独占利用許諾契約を締結。
2003年9月、ひろゆきが自ら配信したメールマガジンで、DHCの製造する健康食品に枯葉剤が混入している、という事実無根のデマを拡散したことについて、東京地方裁判所は名誉毀損に該当するとして、ひろゆきに対して700万円の損害賠償の支払いを命じた。
2004年10月、2ちゃんねるのログを書籍化した『電車男』が、映画化・テレビドラマ化・舞台化もされる大ヒットとなった。ひろゆきはその印税について、「僕が書いているわけじゃないので、あぶく銭だった」と述べ、阪神・淡路大震災などの被災者に全て寄付したと発言している。2ちゃんねる管理人としての収入は、「サラリーマンの生涯年収を年で稼ぐくらいだった」と発言している。
2004年までに「2ちゃんねる」は日本最大のインターネットフォーラムとなった。

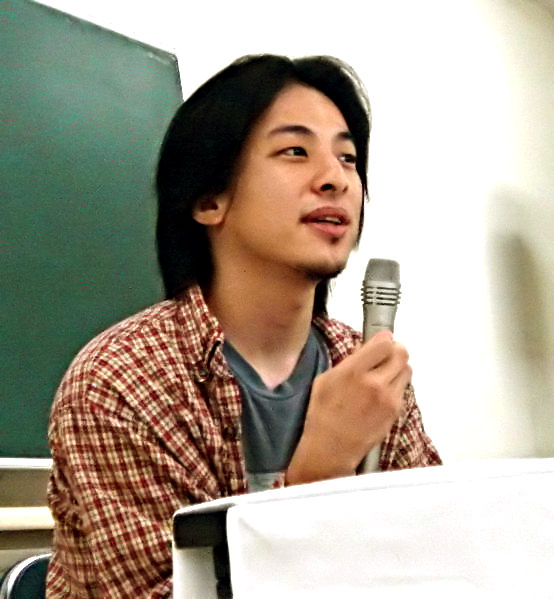
西村博之、札幌市 2005年

2005年11月14日、川上量生、麻生将豊（麻生太郎の長男）らの協力を得て設立されたドワンゴの子会社ニワンゴの取締役管理人に就任した。当初、ニワンゴは未来検索ブラジルの技術を応用した「メールポータル」などのサービスをリリースしたが、ユーザー数が伸びずに低迷した。その後、川上量生は動画サービスの可能性を探る中で、プログラマの清水亮のアドバイスで元「廃人軍団」の中野真、UEI所属のプログラマである布留川英一にプロトタイプを作らせ、現在のニコニコ動画に近いものができた。このプロトタイプをベースに、ドワンゴの戀塚昭彦がスケーラビリティを確保させたアルファ版を完成させ、2006年12月に実験サービスとして公開に至った。ひろゆきも、完成したプロトタイプのレビューや2ちゃんねる上での宣伝工作などに協力した。「ニコニコ動画」という名前も、雑談の中で川上が思いついたアイデアにひろゆきが同意したことから決定したという。
2008年7月、ティーケイテクノロジー（札幌市）の取締役に就任した。
2008年10月、音楽配信サイト「mF247」をに・よん・なな・みゅーじっくと共同で運営していくことが決まった。
2009年1月2日、2ch.netをシンガポールの法人「PACKET MONSTER INC.」（パケットモンスター社）に譲渡し、管理人からも退いた、と主張したが、実際はドメインの所有権をペーパーカンパニーに移転したに過ぎず、ひろゆきが取締役を務める東京プラス社および未来検索ブラジル社に2ch.netの収益が還流されていたとみなされている。
同年4月には、米エンターテインメント業界誌「ハリウッド・リポーター」にてアジアのエンターテインメント業界を牽引する20人「ネクスト・ジェネレーション・アジア」の1人に選ばれた。同誌はひろゆきについて、「日本の典型的エグゼクティブ（管理職）へのアンチテーゼ（反定立）」と評した。また、同年にNAVER JAPAN（現LINE社）のアドバイザリーボードに参加している。

### 2010年代―2ちゃんねるの管理権限紛争と4chan管理人への就任
2011年11月から、国際的な協力の下に規制薬物に係る不正行為を助長する行為等の防止を図るための麻薬及び向精神薬取締法等の特例等に関する法律（麻薬特例法）違反幇助の疑いで札幌市にある2ちゃんねる（2ch.net）のサーバー管理を代行する株式会社ゼロに強制捜査が入るなど、警視庁による2ちゃんねるへの捜査が始まる。警視庁は、2010年から2ch.net側に対し、繰り返し薬物取引の書き込みを削除するように求めていたが、運営側は応じていなかった。また警視庁は、2ch.netの管理者や運営システムが不明確であり、責任の所在を明らかにする必要があると主張していた。また、2ch.netのサーバーは、米国や中南米を転々としており、これは管理責任を逃れる目的がある可能性を指摘された。
2012年3月、読売新聞の取材により、2ch.netの登記上の運営会社が、実態のないペーパーカンパニーであることが判明した。ひろゆきは、2009年にシンガポール法人「パケットモンスター」に2ch.netを譲渡したと主張したが、それ以降も日本の関係者から管理されていたと考えられている。実際、同社は、シンガポールへの非公開有限会社の設立支援などを行っている企業である「RIKVIN」を利用して約700シンガポールドル（年間約4万6000円）で設立された法人であった。事実、スタッフは1人もおらず、仮想法人のような形式であり、2012年には、同社取締役も2ちゃんねるの存在すら知らなかったことが発覚した。警察関係者は「国内での訴訟を回避するのが狙いではないか」と分析した。
2012年12月20日、2ch.net上の違法な情報を放置したとして、国際的な協力の下に規制薬物に係る不正行為を助長する行為等の防止を図るための麻薬及び向精神薬取締法等の特例等に関する法律（麻薬特例法）違反（あおり、唆し）幇助の疑いで警視庁によって書類送検された。また、警視庁はパケット社をペーパーカンパニーと認識していると報じられた。
2013年1月、西村博之名義で「2ちゃんねる」の商標を出願した。この時期、盟友の川上量生から、ニコニコ動画の管理人を辞任するように求められたため、2月18日、一身上の都合によりニワンゴの取締役を辞任した。3月19日、東京地方検察庁はひろゆきを不起訴処分としたが、不起訴理由を開示していない。理由について日本経済新聞は、容疑事実をひろゆきが把握していたと示す証拠がないこと、2011年11月の家宅捜索に違法な書き込みを削除したこと、朝日新聞は違法な書き込みを放置していた容疑はあるが教唆する書き込みは少なく悪質性が小さいことを、それぞれ挙げている。
2013年5月26日、ひろゆきが取締役を務めるティーケーテクノロジーが、2ちゃんねるビューアのサポート受付業務を取得。
2013年8月24日、シンガポールの法人「パケットモンスター」に2ch.netを譲渡し、「単なるユーザー」になったと主張した2009年以降も、合計3億5000万円に及ぶ広告収入を受け取っていたことが判明した。2ch.netの広告収入はひろゆきが代表を務める「東京プラス」社に入った後、パケットモンスター社に送金され、ひろゆきは同社から報酬名目で資金を受け取っていた。パケットモンスター社はペーパーカンパニーとみなされており、国税庁は約1億円の申告漏れを指摘。ひろゆきは約3000万円の追徴課税を受けることとなった。
2013年8月25日、2ちゃんねる個人情報流出事件が発生する。
2014年4月20日、前日に婚姻届を提出したと発表した。婚姻相手は飲み会で知り合い、約10年間同棲したWebディレクターの植木由佳（東京都北区田端出身。植木が2ちゃんねる削除人の「削ジェンヌ」であると言われることがあるが、本人は否定している。結婚後は「西村ゆか」名義で活動している）。ひろゆきは結婚理由について「結婚したほうがフランスのビザを取りやすくなる」と説明している。なお、植木原作のエッセイ4コマ漫画『だんな様はひろゆき』では、妻の視点から見たひろゆきの知られざる私生活が赤裸々に描かれている。植木との間に子供がいるかどうかは植木から公言しないように言われているため、いるともいないとも明確にしていないが、2021年9月には『僕が親ならこう育てるね』（扶桑社）という子育てに関する持論を綴った著書を発表している。ひろゆきは飲み会で出会ったと主張しているが、植木はSNSで知り合った後にオフ会（異業種交流）で会ったと主張しており、ひろゆきは出会い系のような方法で知り合ったと誤解されることを避けたいと思っているようである。ちなみに結婚式は、植木の希望ですでに結婚前の同棲時代の2007年4月19日にアメリカのロサンゼルスで行っている。4月19日は植木の誕生日であり、プロポーズの流れとしては次のように説明している。「朝5時まで友達とサイゼリヤでしゃべっていて…。その日がちょうど彼女の誕生日だったので結婚記念日と誕生日を一緒にしておけば、『結婚記念日忘れた』問題でモメるのを回避できることに気がついて、あ、いまだと。家に帰ったら起きてたので『結婚しよう』って。その日のうちにバタバタと調べて、北区に行って結婚の証明書を取りました。」
2015年9月28日から、平沢真一とともに『ヴァラエティ・ジャパン』の編集長に就任した。
ワトキンス親子（5ちゃんねる・8kun運営/Qアノン主宰者）との管理権限紛争

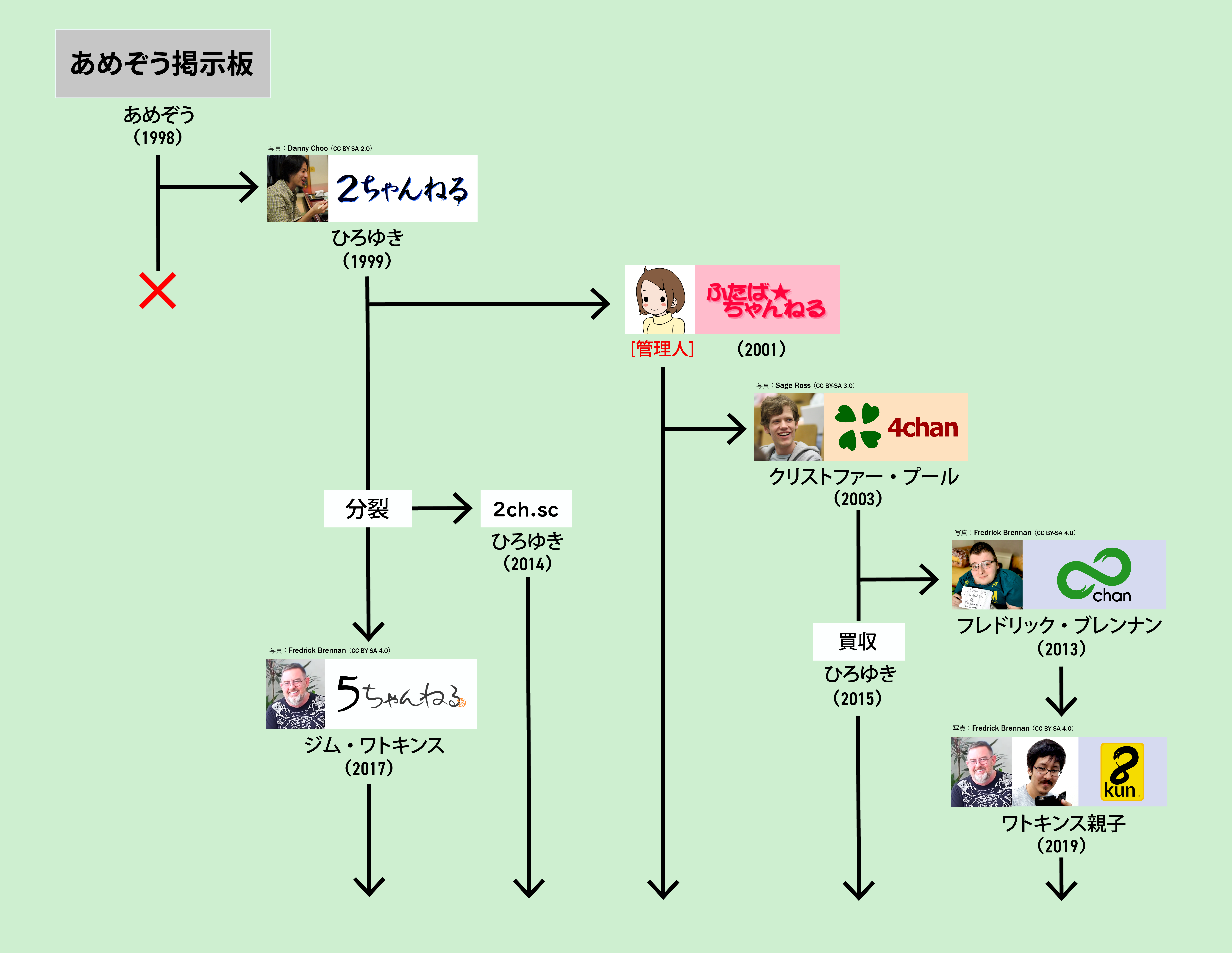
スレッドフロート型匿名掲示板の系譜。

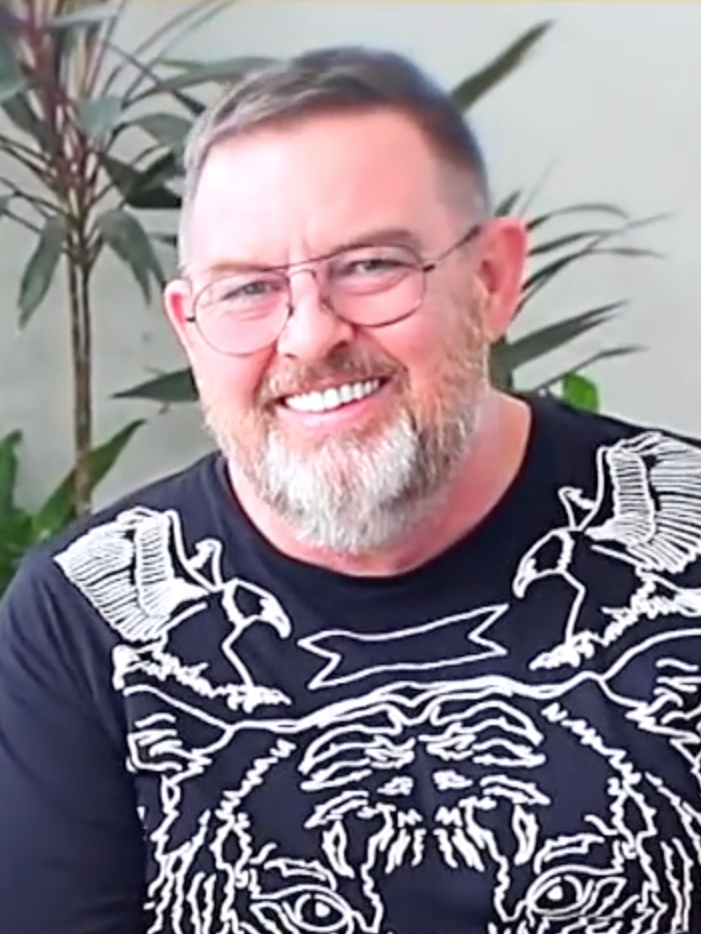
2014年から2ちゃんねると8chanを運営しているジム・ワトキンス

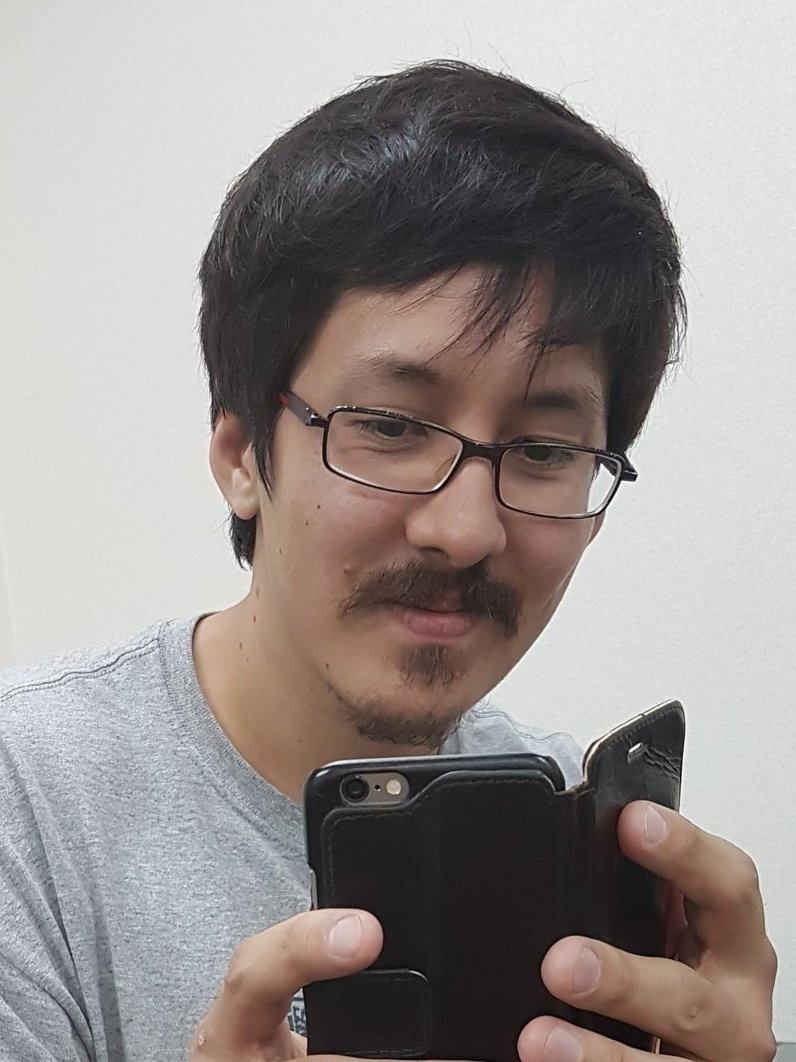
2010年代に5ちゃんねると8kunの管理人を務めたロン・ワトキンス

2012年5月、2ch.netのドメインがフィリピンのマニラ首都圏に所在する「Race Queen Inc.」（代表：ジム・ワトキンス）に移転した。ジムはドメイン移転の理由について「パケット社のドメインを管理する団体から、その法人に運営実態がないとクレームが入ったから」と証言している。
2014年2月19日、2013年8月の2ちゃんねる個人情報流出事件を受けて、2ちゃんねるビューアが販売停止となっていた状況下で大規模なサーバーダウンが発生し、この過程でパスワードの変更などを経て、ジム・ワトキンスがひろゆきの管理権限を剥奪した。ジムは、サーバー料金の未払いを理由に、ひろゆきら旧運営陣を全員解任したと説明し、ジム本人と息子のロン（通称：Code Monkey★）が2ちゃんねるの実質的管理者となった。
3月27日、西村博之名義で「2ch」の商標を出願。4月1日、ひろゆきは「2ch.netがN.T.Technologyに乗っ取られた状態にあり、2ch.netの諸権利は西村博之ないしパケット社に帰属する」とコメントした。なお、これに対して「2ch.net」のドメインを所有するRacequeen Inc.は「2ch.netの諸権利はRacequeen Inc.が有する」と反論している。
4月11日、ドメインを似せた匿名掲示板「2ちゃんねる」(2ch.sc) を開設、管理人に就任した。なお、2ch.scは2ch.netのデータをコピーしたサイトと評されている。また、これに対抗する形でジムは「4ch.sc」というドメインを独自に取得した。
2016年5月、ひろゆきが「2ちゃんねる」および「2ch」の日本国内における商標権を取得した。同時期に、ひろゆきは世界知的所有権機関 (WIPO) の調停・仲裁センターに「2ch.net」が不法占拠されているとしてドメインの移転を求める申立てを行った。しかし、同年7月、WIPOはひろゆきによる上記のドメイン移転申し立てを棄却した。ひろゆきの申立棄却を受け、ジムは「ひろゆきによる一連の主張は全くもって虚偽であり、Race Queen Inc.による2ch.netの管理運営を妨害する違法行為である」と非難した。しかし同時期に特許庁は、Race Queen Inc.が申請していた「2ch」「2ちゃんねる」の商標登録無効審判請求を棄却した。これを受けて2ちゃんねるの技術担当者であり、8chanの管理人（当時）でもあるロンが「5ちゃんねる」および「5ch」の日本国内における商標権を先回りする形で2016年12月9日に取得した。
そして、2017年10月1日、ジムにより「2ちゃんねる」（2ch.net）が「5ちゃんねる」（5ch.net）へと名称およびドメイン名が変更された。サイト名を変更した理由についてジムは、「ひろゆきによる妨害行為が続いており、これ以上皆様に安全かつ快適なご利用をいただくことが困難となったため」と、主張している。同時に運営権がジムの運営する「Race Queen Inc.」から、「Loki Technology Inc.」（代表：ウィルソン・オルジェ）に移譲された。ワトキンス親子と敵対関係にある8chan開設者のフレドリック・ブレンナンは、Loki Technology Inc.について「ペーパーカンパニーと紙一重」と指摘したうえで、名目上のサイトオーナー「ウィルソン・オルジェ」についても「実在しないゴーストマンだろう」、「ジムの妻であったリジエル氏の親戚から名前を流用している」と、指摘している。また、ブレンナンはサイト名の変更について、「ジムは2ちゃんねるを盗み、正当な所有権を持っていない。ひろゆきはUFMJRA（統一外国金銭判決承認法）を用いた2ちゃんねるの差し押さえを画策しており、それを回避するためのものだった」と述べている。
2018年6月22日、ひろゆき（東京プラス株式会社）が、5ちゃんねると8chanのサーバーを管理運営するN.T.Technologyを相手取った民事訴訟で、東京地裁は、「ひろゆきは適切にサーバー使用料を支払っていた」としてN.T.Technologyの債務不履行を認め、損害賠償および前払いのサーバー使用料の返還を同社に命じた判決を出した。しかし、2019年4月25日、8chan（8ch.net）のTwitterアカウント (@infinitechan) は、東京地裁による一審判決を東京高裁が破棄し、ひろゆき（東京プラス社）の請求が全て棄却されたと発表し、ひろゆきの逆転敗訴が有力となった。12月4日には、5ちゃんねる (5ch.net) のTwitterアカウント (@5chan_nel) が、最高裁判所での上告棄却および不受理決定により、東京高裁の請求棄却判決が確定したと発表し、ひろゆきの敗訴が確定した。
ルポライターの清義明は、2ちゃんねるをめぐる商標権裁判において、ひろゆきが敗訴した決定的な要因は、彼とジム・ワトキンスの間に契約書が存在しなかった点にあると指摘している。このため、送金は「サーバー使用料」ではなく「収益分配」と見なされ、ジム側に正当性があると判断されたという。裁判では、ジムが「ひろゆきは運営に関与していなかった」と証言し、さらにひろゆき自身が「運営には関わっていなかった」と記した著書『僕が2ちゃんねるを捨てた理由』が証拠として提出された。これに対してひろゆきは「口述筆記本であり、自分が書いたものではない」と主張したが、清はこの反論について「苦しい弁明」と評している。清はまた、2ちゃんねるの運営形態が法的に不透明であり、「ウェブサイトの所有とは何か」という問題を浮き彫りにした事例と位置付け、最終的にサーバーやドメインを所有するジム側に軍配が上がった判決が現在の法的解釈の基準であると述べている。
一方、2ちゃんねるの商標権を巡る裁判では、知財高裁が2023年1月26日、賠償請求を退けた一審東京地裁判決を変更し、N.T.Technologyに2億円余りの支払いを命じ、ひろゆきが勝訴した。これは、「無断で掲示板の運営から西村氏を排除し、標章を使用した過失があった」と認定した上で、広告収入を月額500万円と算定し、43カ月余りにわたり損害が生じたと判断したものである。ひろゆきはこの判決について、「2ちゃんねるを乗っ取られて、裁判の結果が出るまで9年掛かってるわけだから、実質乗っ取ったもの勝ちだよね」とツイートした。
英語圏最大の匿名掲示板「4chan」管理人への就任

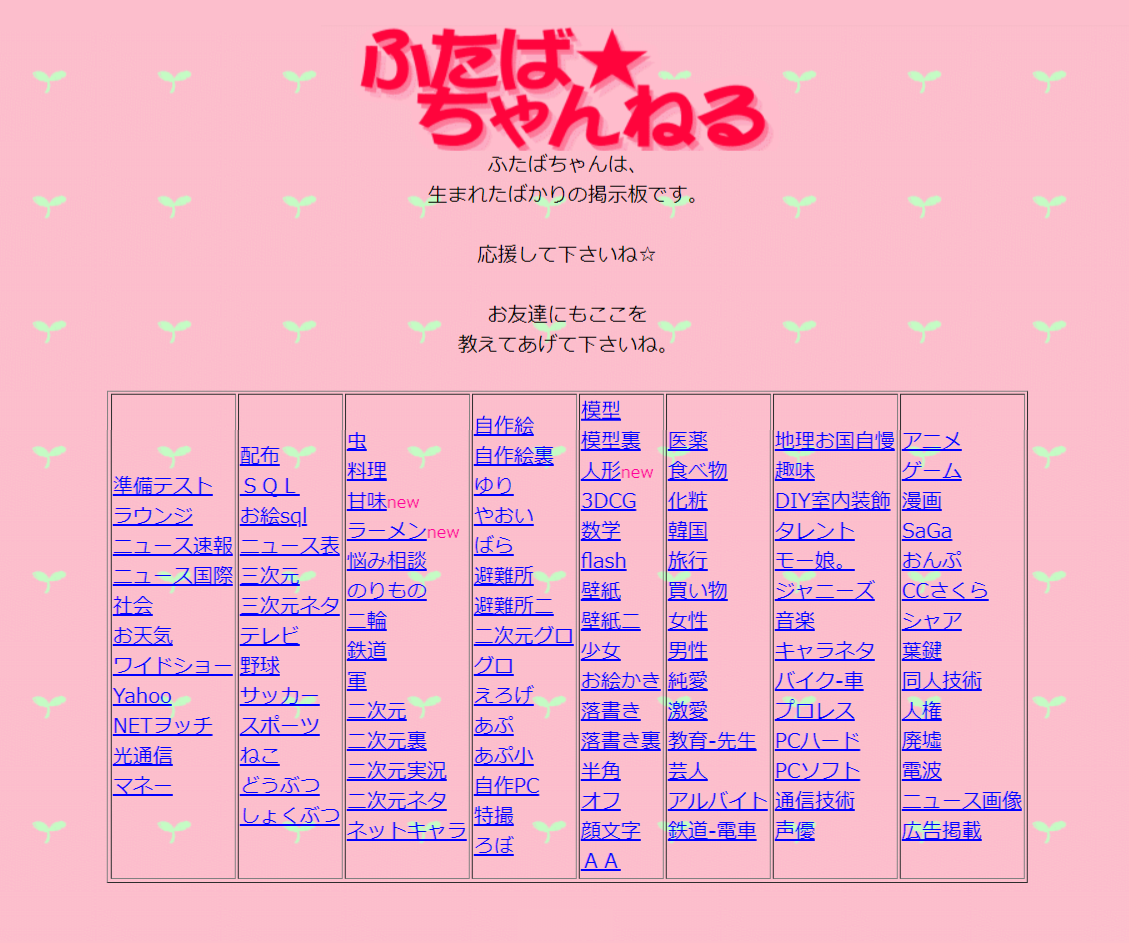
4chanの親サイト「ふたば☆ちゃんねる」(2chan.net) は、2ちゃんねるの分派として2001年に開設された。

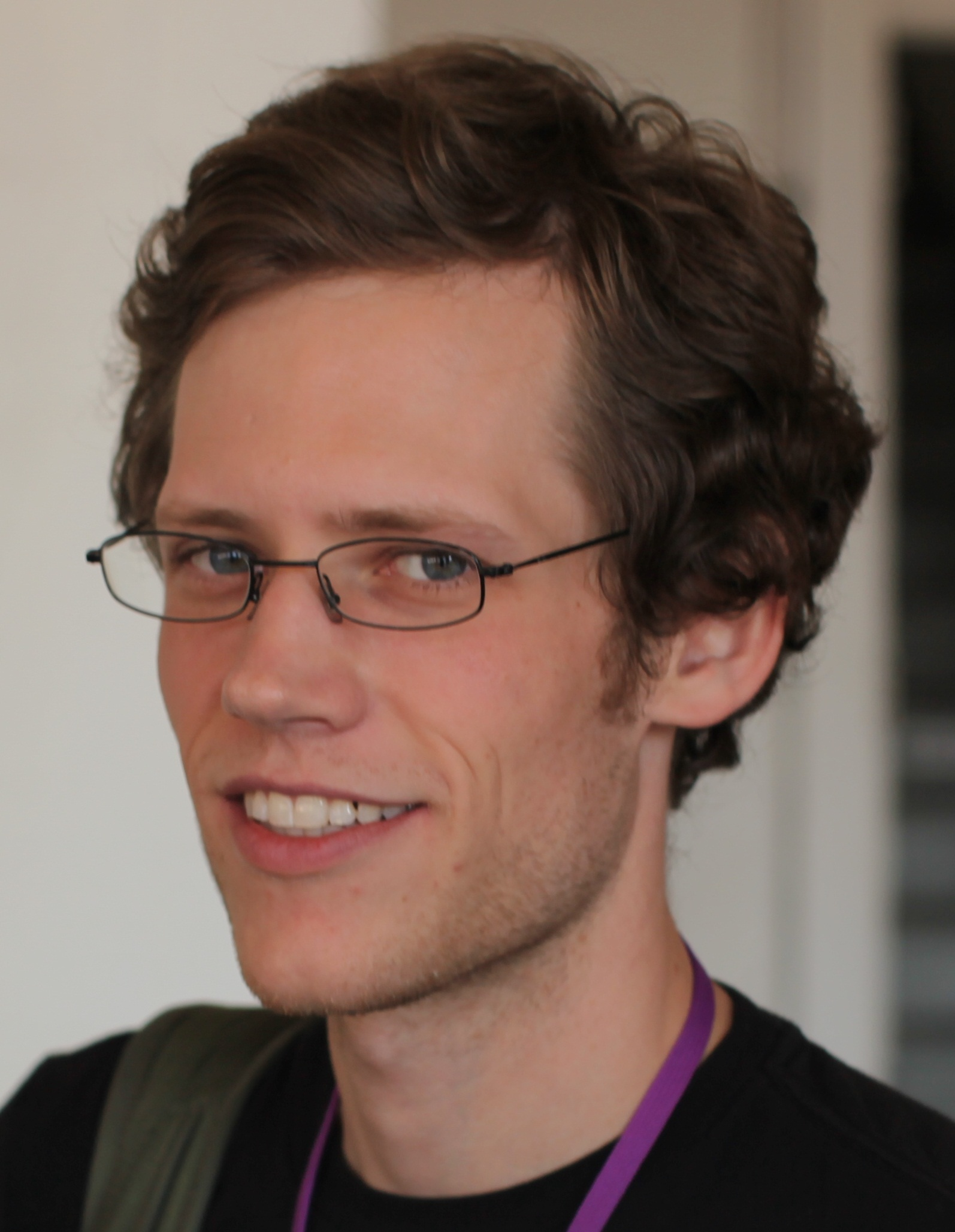
4chanの創設者で初代管理人のmoot。mootは英語圏のインターネットフォーラム「Something Awful」と日本語圏の画像掲示板「ふたば☆ちゃんねる」のアクティブユーザーであった。

ひろゆきの4chanから派生した8chan（現：8kun）は「世界で最も卑劣なウェブサイト」とも評される匿名掲示板。また管理人のロン・ワトキンスは、Qアノン陰謀論における「Q」の正体として一般的に信じられている。

2015年9月21日、英語圏最大の匿名掲示板「4chan」の管理人になることを発表した。4chan開設者のmootこと前管理人のクリストファー・プールは、引退の理由として反フェミニズム運動として悪名高いゲーマーゲート集団嫌がらせ事件の投稿を禁止したことによる殺害予告や誹謗中傷などのトラブルを挙げている。また、新管理人のひろゆきについてmootは、「ひろゆき氏は匿名コミュニティーのパイオニアであり、4chanの曽祖父とみなすことができる。同氏が1999年に立ち上げた2ちゃんねるは、4chanを触発したふたば☆ちゃんねるの開設につながったのだから。もし彼がいなかったら、4chan、そして『全ての』匿名画像掲示板は、もしかしたらこんにち誰も使ってなかったかもしれないんだ」とし、「ひろゆき氏ほど4chanのリーダーに適任の人はいない」と語った。これに対してひろゆきは、「I am not so old to be called "great-grandpa", ain't I?」（おいらは“ひいおじいちゃん”と呼ばれるほど年寄りじゃないよ）とコメントした（2015年当時、ひろゆきは38歳であった）。
ひろゆきは、自身の著書『1パーセントの努力』において、英語圏の匿名掲示板「4chan」を買収した理由について、「匿名掲示板は競争が少なく、トラブルも多いが、自分でも勝てると踏んだ」と語っている。また、英語話者の減少が見込まれないことから、日本語圏よりも将来性があり、掲示板が一定の規模に達すれば「何もしなくても回る」と述べ、努力が不要な長期的ビジネスとして選択したことを明かしている。
一方、8chan管理人のロンは、ひろゆきの4chan買収について、「2ちゃんねるを奪った親父への腹いせでやった部分もあるのだろう」とHBOのドキュメンタリー番組『Q: Into the Storm』で語っている。また元2ch.net副管理人の山本一郎は「2ちゃんねるをジムに半ば乗っ取られる形で失ったひろゆきが、匿名掲示板サービスの本尊に返り咲くため、関係する日本企業（ドワンゴ、未来検索ブラジル、グッドスマイルカンパニー）を巻き込んでビジネスを成立させようとした」、「ひろゆきを前に立てて、うまく儲けたり、やりたいことをやる人がいた」と推察している。
その後、ジムは4chanから派生した世界で最も悪名高い匿名掲示板「8kun」の新管理人となり、4chan～8chan発の過激な陰謀論「Qアノン」を支援する目的で政治資金団体「ディープステートの武装解除」を立ち上げた。また、ロンが「Q」として8chanで広めたとされるQアノン陰謀論の信奉者は、2021年1月6日に米連邦議会議事堂襲撃事件を起こしている。文筆家でミュージシャンのロマン優光は、アメリカの民主主義を大きく揺るがしたワトキンス親子について、「米国の掲示板において意図的に日本の掲示板文化の差別と陰謀論が広がっていく構造を持ち込んだふしがある」と評している。その後、ひろゆきは4chanとQアノンに関連する取材について、自らはかかわる意思がないことを明言した。朝日新聞が4chan関連で取材を依頼した際も、「事実無根のことを平気で流すメディアであれば取材を受けてもウソを流されると思ったので受けていない」と拒絶する姿勢をとっている。
2016年10月2日、ひろゆきは4chanの再建に失敗したことを謝罪した。ひろゆきによると、4chanを現状のまま維持しようとしたものの、そのアンダーグラウンド性から広告収入が少ないため、CDNの導入や新規サーバに充てる費用を充分に捻出することができず、インフラや回線利用料の支払いも厳しくなっており、現状のまま維持していくことは不可能であると明かした。

### 2020年代―YouTuber・4chan管理人・インフルエンサーとして
2020年4月3日よりAbemaTVの報道リアリティーショー『ABEMA Prime』（サイバーエージェント／テレビ朝日）に金曜MCでレギュラー出演を開始した。
2021年8月27日、米国下院特別委員会は、ホームグロウン・テロリストの温床とみなされている4chan管理人のひろゆきと、8chan管理人のジム・ワトキンスに米連邦議会議事堂襲撃事件の記録を提出するように要求した。
2022年12月18日、米新聞大手のNew York Timesは、4chan管理人としてのひろゆきを特集した記事「アメリカで彼のサイトは大量虐殺に関連づけられてきたが、彼は日本のスターである」を公開した。  
同記事では、4chanがアメリカでヘイトスピーチやQアノン、反ワクチン運動などの有害な陰謀論の温床と見なされ、銃乱射や憎悪犯罪との関連が指摘されてきたことを紹介したうえで、記者のベン・ドゥーリーは、ひろゆきがそうした問題への対応について「曖昧な態度に終始している」と評した。  
また、ひろゆき自身が4chanのオーナーであることをあまり語りたがらないとし、「日本において、社会からの非難を恐れずに行動できるという点が、彼の成功を支える要因になっている」と述べている。
2023年1月6日、米連邦議事堂襲撃事件を助長する役割を果たしたとして、米国下院特別委員会は4chanに召喚状を発行した。

2023年3月30日、米テックカルチャーメディアのWIREDは、2015年の4chan買収に際して、グッドスマイルカンパニーが出資し、ひろゆきが関与していたことを報じた。同記事では、ニューヨーク州司法局の情報公開により4chanの出資構造が明らかになり、過去の非公開契約書も提示されたとされている。この報道を受けて、一部報道では、グッドスマイルカンパニーとディズニーとの業務提携終了の背景に、4chanへの出資が影響した可能性があるとの見解が示されたが、ディズニー側からの公式な説明はなされていない。
日本での人気
YouTubeのライブチャットでは、お酒を飲みながらスパチャの質問に答えたり、あめぞう時代から付き合いがあるひげおやじ（ガジェット通信副編集長）とのトーク配信を定期的に行っている。2021年3月にLINE株式会社が日本の15歳から24歳までの男女を対象に調査した「いちばん信頼している／参考にしているインフルエンサー・有名人」（投票総数4,732）では、第1位のHIKAKIN（得票率2.2%）に次いで、ひろゆきが第2位（1.1%）に選ばれた。ひろゆきへの投票理由は、「その人のセンスが好きだから」、「説明が上手、説得力があるから」などが挙げられた。元々、2ちゃんねるユーザーには管理人として知名度があったが、近年は2ちゃんねるを見たことがない若者世代の支持も集めている。2021年6月、Twitterのフォロワー数とYouTubeの登録者数が100万人を突破。関連コンテンツの閲覧数は月間3億回超となる。2021年7月のソニー生命によるアンケート調査『中高生が思い描く将来についての意識調査2021』では、『将来のことを相談したいと思う有名人』の3位にランクインした（1位はマツコ・デラックス、2位は明石家さんま）。また、『“将来、こういう大人になりたい”と思う有名人』でも10位に選ばれた。2021年度上半期の「大学生流行語大賞」のヒト部門で第3位に選ばれた（1位はコムドット、2位は大谷翔平）。2022年3月の「Z世代が選ぶ!!上司にしたい有名人TOP10」では第7位にランクインし、「誠実だしまともなことを言ってくれる。自分のためになる。」、「どんな取引先も論破しそう」、「頼れて、人間性としても十分」、「大きな声で怒らなそう」、「尊敬」と評価されている。2022年5月のLINE株式会社による日本の15歳から24歳までの男女を対象にしたアンケート「いちばん信頼している／参考にしているインフルエンサー・有名人」でもHIKAKINに続く第2位だった。投票理由として「説明が上手、説得力があるから」が1位となり、次いで「話が面白いから」が2位だった。2022年7月のユース・タイム・ジャパン・プロジェクト（YTJP）によるアンケート「高校生が総理大臣になってほしいと思う有名人は？」（回答者計872人）の男子部門で第1位となった。これに対してひろゆきは「その『ひろゆき』という人は時間を守らないことで有名らしいですよ」と、反応した。
歯に衣着せぬ物言いが人気となっているが、ひろゆき本人は自身のブームについて「綱渡りはいつか落ちる」という格言を紹介しつつ、「石橋貴明さんがテレビ業界の頃に『保毛尾田保毛男』っていうネタをやっていて。20年前は皆さん笑って流してたんですけど、今は『さすがにあり得ないよね』ってことになっていて。僕が今笑いながら言ってることもアウトなんで、20年後くらいに綱渡りから落ちてると思うんですよね」、「YouTubeも広告のおかげで回っているので、スポンサー的に『おかしい』となったら、当然広告が付かなくなると思うんですよね。10年後くらいに僕のYouTube（活動）は『無理ですよ』ってなると思うんですよ。アウトになることを色々と言ってるので。もし将来的にメディアで食べていきたいってなって、ギリギリを攻めていくとして、それがアウトになるのは時間の問題だと思ったほうが良いですね」と、分析している。
また、ものまねYouTuberの西村ひろゆかないも同じくYouTubeを軸として活動している。ものまねタレントのガリベンズ矢野もひろゆきをレパートリーとしている。ガリベンズ矢野は2022年1月2日放送のテレビ東京系列「ものまね芸人151人がガチで選んだいま本当にすごいものまねランキング2022」で第1位となり、ひろゆき本人に公認を求めたが、これに対してひろゆきは黙認するという形にしている。
2ちゃんねる、ニコニコ動画、4chanと手がけてきてから自ら発信するYouTuberになったことについて、ABEMA Primeにて「自分で解説すると、2ちゃんねるには、ネットで匿名で書きたい人たちが大勢いた。だから僕は場所を提供した。あと、動画サービスが流行り始めたときに、自分で顔出しすると恥ずかしいので顔出しをしなくて、そんなに面白くない人でもコメントで盛り上げてくれるニコニコ動画をやった」、「それで何年か休んだ後、YouTube文化になったときに『人が面白いか、より長い間で顔を出して喋り続けた方が絶対人気出るよ』と、前から言っていたが、みんなやらないので『じゃあ僕がやるから見ててね』と言ってやった結果だ。要はネット上のユーザーが何を求めているのか、それに合わせてやっているだけ。最後は自分自身を商品として使っただけで、基本的にやっていることは変わらない」と、述べている。
自身がインフルエンサー扱いされていることについては戸惑いの声を出しており「う～ん、僕をご意見番だとか重鎮だとか思っちゃっている人たちって、僕の話をちゃんと聞いてない人のような気がするんですよ…。どう考えたほうがいいですよ、この情報は調べたらわかりますよといった考え方をしゃべるようにしてるので、『この人が言うことは正しい』みたいな考え方をしてる時点で、あんまり僕の話を理解してないなって（笑）」、「僕は別に商品紹介とかしないで、知ったこっちゃねぇよで言いたい放題していて、ツイッターで書いたことが世間にどんどん流れてる。でも、本来は池上彰さんとか大人でまともな人がまともな発言したらいいのに、そういう人たちが忖度して何も言わなくなってしまったのでこうなったんじゃないですか？ だからまずは『大人がふがいない』ことが先なんじゃないかって思う」と発言。また切り抜き動画やこたつ記事について、「何の問題もないです。僕が自分で言ってることだし、広げてほしくないことだったらそもそも言わないんで（笑）。結局、収益化できない人は（切り抜きを）辞めていくので、一時期よりは落ち着いた感じがします。」と、述べている。
2020年3月5日に出した著書の『1%の努力』は、2021年年間ベストセラーにランクインし、累計発行部数40万部を超えるヒットを記録した。ひろゆきは、「数ある著書の中でも『1%の努力』はダントツで売れており、編集の仕方とかタイミング、売り方が本当に素晴らしかったんだと思う」と感想を述べている。また口述筆記として携わった編集者の種岡健を高く評価しており、「種岡さんが作っている本って、他にもいくつも売れてるものがあるわけで、それって種岡ブームのような気がしてるんですけど」と述べている。
2022年6月に第26回参議院議員通常選挙に無所属で出馬した乙武洋匡の応援演説に駆けつけたが、これについて芝浦工業大学教授の原田曜平に「ひろゆきの応援演説以外は話題にもならない」ほどに若者の政治離れが進んでいると見出しがつけられ、間接的ながらひろゆきの影響力の大きさを評価されている。
2022年11月、ベネッセが通信教育講座『進研ゼミ小学講座』の会員13,816人（女子9,238人・男子3,691人・性別無回答887人）から回答を得た結果、小学生流行語ランキングで「それってあなたの感想ですよね?」が1位に選ばれた。ベネッセによれば、ひろゆきの真似事が小学生の間でブームとなっているという。これに対してひろゆきは、「先生やりづらそう。。。」とコメントした。この語句の使い方としては、「友達が言い訳をしてきた時」、「好きな動画チャンネルでアンチコメントを見た時」、「先生や友達に『テストの点数が悪いな』と言われた時」などに使うと述べられている。神戸新聞のまいどなニュースによると、「言い争いの最中に『あなたの感想ですよね』と言うことによって『この言い争いは、いつもの不毛なやつだよね』という共通了解を引き出すという感じです。短絡的に相手をやり込めるために使っているのかと思いきや、意外と高度なコミュニケーションをしているので小学生と言えども侮れません。」と、評されている。
切り抜き動画
前述の閲覧数には、ひろゆき本人の生配信を、第三者が一部を編集して字幕テロップなどを追加するなどした「切り抜き動画」の閲覧数も含まれる。「切り抜き動画」を一つでも視聴するとYouTubeのアルゴリズムによっておすすめがひろゆき関連動画だらけになる相乗効果を生んでいる。ひろゆきは編集作業などを一切しておらず、「切り抜き動画」の製作者とひろゆきで利益を折半している。ひろゆきは自分で編集を行わない理由を次のように述べている。「僕は編集作業を自分でやるつもりは毛頭ありません。面倒だし、それに費やす時間をほかのことに使ったほうが楽しく生きていけると思うからです。そこで、僕は『切り抜き』を容認し、収益の半分をもらうという仕組みにしているのですね。すると、僕自身は何もしなくても、切り抜き職人さんたちの動画がどんどん世の中に出回る。その結果として再生数も伸びて、僕のところにもチャリンチャリンと収入が入ってくる」。なお、2021年3月時点で切り抜き動画の総再生回数は1か月あたり約2億5千万回を記録した。
日本政府へ助言
2022年6月25日、日本国政府にひろゆきが助言を行ったことが明らかになった。日本国政府が同年10月に予定した『デジタルの日』制定をめぐり、内閣官房のIT総合戦略室によれば「（ひろゆきには）デジタルを活用した発信に知見がある」ことからひろゆきが起用された。
同日のひろゆきの説明では、ひろゆきは同年創設される予定のデジタル庁へ個人的に応募したが落選し、その際に面接で顔を合わせた職員から「この件について助言をしないか」と勧められたという。助言の内容は次のようなものであった。
- 『デジタルの日』のロゴマークを創設することに関して、2021年東京オリンピックではエンブレム盗作疑惑や縁故採用疑惑が問題となったことから、批判を避けるためにはインターネット上で投票を行うべきである。
- インターネット上で上記投票を運営する費用に関しては、Googleフォームを使えば安価で済む。

その後、日本政府は、ひろゆきの助言に基づいて同年5月に投票を行い、結果「耳の聞こえないグラフィックデザイナー」として知られる岩田直樹がロゴ作成者に決定した。なお、ひろゆきはデジタル改革担当大臣の平井卓也とは会話しておらず、報酬も受け取っていないと述べた。
日経テレ東大学への起用
同年、YouTubeチャンネル『日経テレ東大学』にひろゆきが起用された。この理由について、プロデューサーである高橋弘樹は、次のように評している。「ひろゆきさんは、そもそも僕が2ちゃんねる（現5ちゃんねる）が好きだったということもあります。僕の中で彼はネットのカリスマ。ですから自然な流れといいますか、"やるなら声をかけたいな"と。お二人（成田悠輔とひろゆき）は、他の人にないものを持っていると思います。それは、日本に対してしがらみが少ないこと。成田さんは日本のアカデミー業界に忖度する必要もないし、ひろゆきさんは、最悪全ての日本国民に嫌われても構わないとすら思っています。だからこそ、誰にも気を使わず、しがらみなく意見できる。そこが痛快だし、面白い」、日本経済新聞社の佐々木康は「ひろゆきさんは過激な発言をするイメージがあったので、正直キャスティングについて、懸念がなかったといえばウソになります。ところがひろゆきさんは、初収録の場で、誰よりも番組の趣旨を理解し、その上で発言されていたのでとても驚かされました。一気に印象が変わりましたね。ひろゆきさん、成田さんは自分勝手なイデオロギーではなく、世の中のデータをもとにお話をされるので、番組を任せても大丈夫という安心感があります。」
しかし、2023年2月に『週刊文春』により、「日経テレ東大学」が同年3月に突如閉鎖する予定であると報じられた。SNSでたびたび炎上し、賠償金や訴訟を多く抱えるひろゆきの出演など、日本経済新聞の社内でコンプライアンス面から動画の内容を問題視する声があがり、昨年12月時点で制作スタッフに終了が通告されていたとされる。
人種差別問題への意見と批判

2021年7月、フランス人サッカー選手のアントワーヌ・グリーズマンとウスマン・デンベレの2人がフランス語で日本人を侮蔑したとされる映像が流出し、日仏両国において「アジア人への人種差別ではないか」と物議を醸した事に対し、ひろゆきは、「sales gueulesとputainはフランス人に向かっても使う言葉なので、酷い悪口ではありますが人種に言及した言葉ではないと思いますが、いかがですか?」、「フランスでは人種差別は違法なので、差別と悪口は差があります。人種差別と悪口は区別すべきです。」などと擁護した。
バッファロー銃乱射事件（ヘイトクライム）の対応

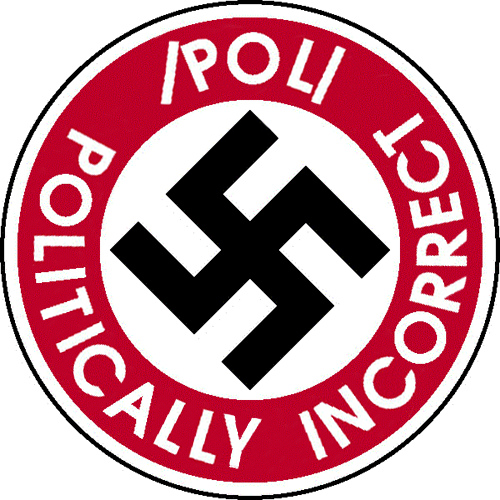
ひろゆきが管理運営する/pol/（非ポリコレ板）は、有害な陰謀論やオルタナ右翼の巣窟として4chanで最も物議をかもす掲示板である。

2022年5月、ニューヨーク州バッファローにて、バッファロー銃乱射事件が発生した。犯人の青年は、事件直前に犯行声明を4chanに投稿しており、非ポリコレ板（/pol/）で流布されている白人至上主義の陰謀論「グレート・リプレイスメント」に直接的な刺激を受けたと記している。CNNは、管理人であるひろゆきにコメントを繰り返し求めたものの「返答がなかった」、「何の声明・見解も出していない」と報道している。一方、ひろゆきはTwitterに自身の顔写真を添付した上で、「私が白人だと思いますか? 私自身が、4chanは白人至上主義者のサイトではないという生きた証拠です。」と英語で書き込んだ過去の投稿を引用し、「なんで私が白人なんだ? 色盲なのか?」とツイートした。これに対して朝日新聞記者の藤原学思は「論理的に、サイトの運営者が白人ではないことは、サイトのユーザーに白人至上主義者が多くないことの『証拠』にはならないはずだ」と述べている。
2022年10月18日、ニューヨーク州知事のキャシー・ホウクルと同州司法長官のレティシア・ジェームズは、4chanの法的責任を問う法改正などを提言する報告書を公表した。報告書では、4chanが「銃撃犯を過激化させた」と指摘すると共に、加害者が暴力的なコンテンツを投稿することや、サイト運営者がそれを放置することについて厳しく批判している。また同州によれば、4chanは州当局に対応する以外、事件に関する内部調査などは行っておらず、これを受けて州当局は「（4chanの）放任主義的な態度を考えれば、驚くべきことではないかもしれない」、「通信品位法230条に基づく、法的免責の範囲が大きすぎる。現行法が変わらない限り、4chanは憎悪に満ちたコンテンツの拡散を防ぐための有効な手立てを取らないはずだ」と、結論づけた。一方、4chanはニューヨーク州に対する反論として「銃は人を殺す。インターネットフォーラムとは違って」と英語でツイートした。
沖縄県名護市辺野古の反基地活動を揶揄
2022年10月3日、沖縄県名護市辺野古の米軍キャンプ・シュワブゲートを訪れ、普天間基地移設問題の反対活動に対して「新基地断念まで座り込み抗議 3011日」と書かれた看板の前で「誰も居なかったので、0日にした方がよくない？」と皮肉交じりにTwitterに投稿したことで、反基地活動を揶揄したとして炎上した。Twitterでは「ひろゆき離れ」がトレンド入りするほど話題になったが、ひろゆきは「離れたどころかむしろフォロワーが増えた」とした。その後、ひろゆきは母親を米兵に殺害された人物が作成した看板を「あの看板が誰かのお墓の前だったらしません。誰かの書いた“汚い文字”じゃないですか?」と生出演番組の中にて中傷。看板を作成した人物は「そう言うなら、もっときれいに作り直してもいい」と語り、「もう一度彼が来たら、なぜ私たちが反対しているのか、彼が何を考えているのか、腹を割って話してみたい。こちらからは批判しようとは思わない」と語った。
ひろゆきは辞書の定義を持ち出し、「辞書通りに解釈すれば、『3011日座り込み』は事実ではない」と24時間座っていなければ座り込みでないと主張したが、反対派は「これも座り込みと言える」と主張し、議論は平行線となった。ニューズウィーク日本語版は、「大辞林 第三版」の定義を確認し、「辞書を確認した上で判断すると、『座り込みは事実ではない』とのひろゆき氏の主張は"微妙"といったところではないだろうか。24時間、あるいは早朝から日没までずっと継続して座っているほうが『座り込み』として明確なのは確かである。ただし、トラックが往来する時間帯を狙って"座り込んで"抗議をしているのは事実なわけで、それを毎日続けているなら、『3011日座り込み』との表現が間違っているとも言い切れない」と報じた。
また、ひろゆきが「沖縄の人って文法通りしゃべれない」「きれいな日本語にならない人の方が多い」と発言したとして、沖縄タイムスは「ヘイトスピーチだ」と指摘した。ひろゆきはそれに対して「『沖縄出身の人は標準語がうまく喋れないです。辺野古の基地で活動してる人が地元の人か本土の人か判断するには、イントネーションや言葉の選び方でわかります。』と、沖縄県の人に教えて貰いました」「基地反対派が沖縄の人じゃない事を指摘されるのが嫌なんですかね？」と発言の意図を説明した。
2022年10月21日、一連の騒動に関して沖縄の琉球新報から取材依頼があったが、ひろゆきは「『言った。言わない』を避けるために、配信しながら取材をする形で進んでいたのですが、琉球新報側の都合で前日ですが取りやめになりましたー」と琉球新報側がドタキャンしたと主張した。琉球新報は、ひろゆきと親交がある人を介してインタビューを申し込み、配信サイトとして仲介者のYouTubeチャンネルを想定して調整していたが、他メディアのチャンネルでの配信を必須とする新たな条件を提示されたために、取材予定日までに結論を出せなかったとし、認識の食い違いが起きている。

## 訴訟

### 複数の民事訴訟における敗訴と損害賠償金額30億円以上の未払い

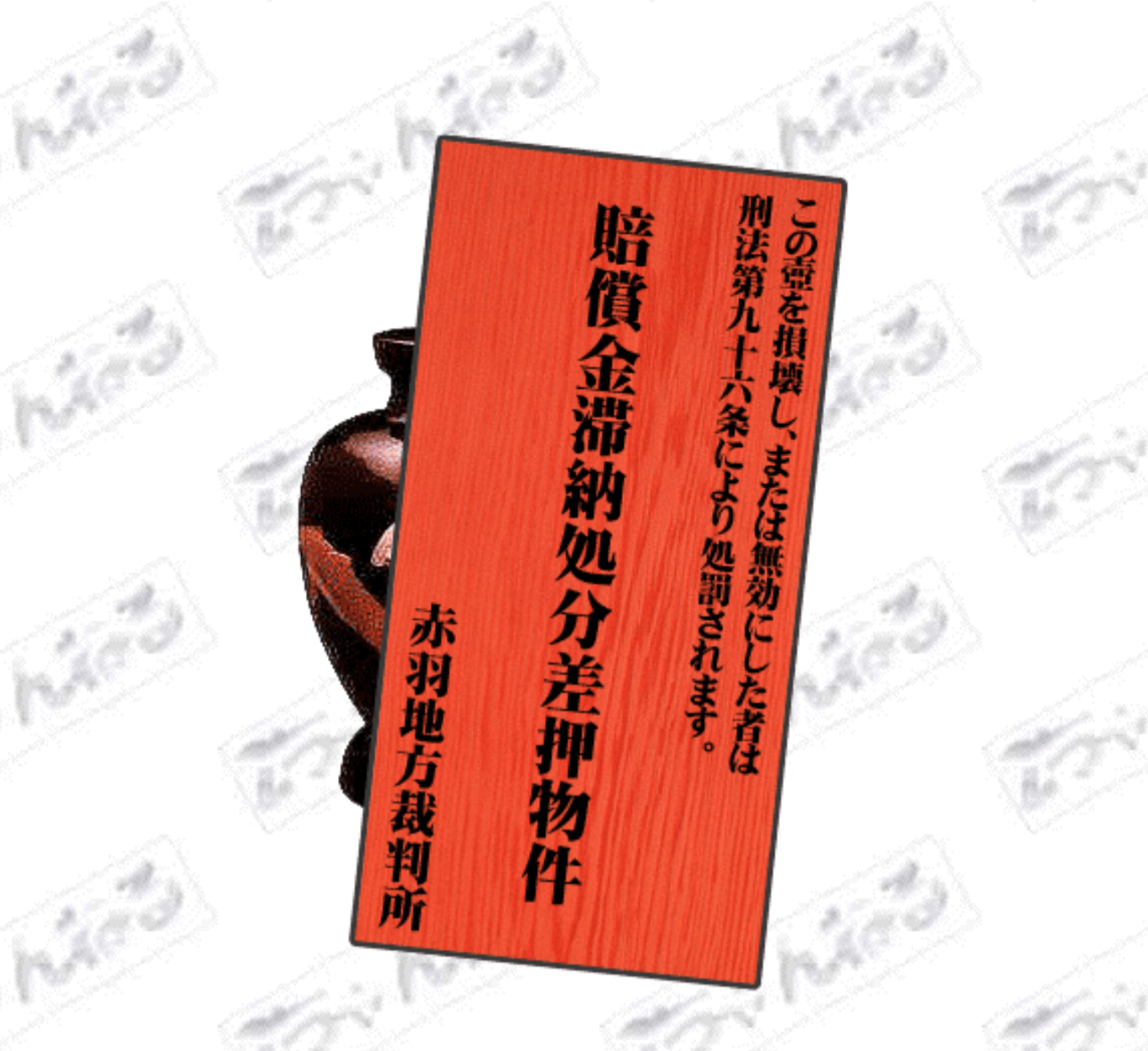
2007年1月12日、2ちゃんねるのトップページに「賠償金滞納処分差押物件」という赤札が掲載された。これはひろゆきの全財産を仮差押えする申し立てが東京地裁に出された際、差押え対象が2ch.netのドメインにまで及んでいたことに対する痛烈な皮肉であった。

ひろゆきは2ちゃんねる上に書きこまれたネット中傷に関連する多数の民事訴訟と多額の賠償債務を抱えている。当初こそ「2日に1回ほど東京地裁に行くという生活を約5年」「1日に3回の裁判を受けるトリプルヘッダーもやった」と語るなど裁判に対応していたが、本人の主張によれば、全国各地で起こされた民事訴訟を東京地裁に移送する申請が全て却下され、2003年9月には自身発行のメールマガジンの記載にもとづき起こされたDHCによる名誉毀損裁判で敗訴するなどし、途中から被告としての主義主張を展開せず、法廷徹底無視の姿勢を貫くようになった。
ネット掲示板の管理責任を定めた法律として、2001年に成立し2002年に施行されたプロバイダ責任制限法がある。ひろゆきは、敗訴した事例について「僕が『2ちゃんねる』やってたときは、その法案が無かったんですよ。なので、誰かが『死ね』って書き込んで、そのことを訴えられたら、僕が100％負けてたんですよ」「さすがにまずいってことで法律が変わって、管理者が知らない場合は問題なくて、知ってから対応すれば、責任は取られないってことになったんですよ」と法整備が追いついていなかったことが原因だと主張している。
これに対し、ジャーナリストの清義明は、「西村氏が訴えられた民事訴訟の多くは、その法律（プロバイダ責任制限法）が施行された後のことだ。訴えた人は、プロバイダ責任制限法のルールにそって、それぞれに損害や精神的な被害を与えた書き込みの削除を要請したのだが、それでも西村氏は削除しなかったのである。」と述べており、ひろゆきの責任の重さを強調している。
なお、プロバイダ責任制限法の施行の前に始まった、2ちゃんねる上の書き込みをめぐる「動物病院名誉毀損裁判（平成13年（ワ）15125号）」でも、「掲示板の運営・管理者は、他人の名誉を毀損する書き込みがあることを知った場合、または知り得た場合には、直ちに書き込み削除などの措置を取る条理上の義務を負っている。書き込みが真実かどうか不明であることを理由に削除義務を免れることはない」と判断されており、ひろゆき側の「書き込みが真実かどうか不明な場合には、表現の自由を保障する見地から、書き込みを削除しなくても違法ではない」という主張は真っ向から否定されている。
当時の2ちゃんねるでは「発信元は一切分かりません。お気楽ご気楽に書き込んで下さい」として、IPアドレスを原則として保存しないことを約束しており（のちに保存する方針に変更）、発信元を特定することが困難又は不可能であることを宣伝していた。このように、当時の2ちゃんねるの仕組みでは、名誉毀損などの無責任な言論による違法行為の責任を書き込んだ本人に追及することが不可能であったため、ユーザーは、自らの責任を問われることなく、権利侵害の発言を書き込むことが可能だった。「削除ガイドライン」というものが名目上定められていたもの、裁判所には「内容が不明確であり、しかも、削除人は、それを業としないボランティアにすぎないことから、本件掲示板における発言によって名誉を毀損された者が、所定の方式に従って発言の削除を求めても、必ずしも削除人によって削除されるとは限らない」と認定されている。そのため、管理人であるひろゆきが誹謗中傷の書き込みによる違法行為の責任を負担するのは当然、と裁判所に認定されている。また、当時の2ちゃんねるではすでに「西鉄バスジャック事件」などの犯罪予告や「日本生命裁判」などの名誉毀損事件が多発しており、これらのような違法な書き込みが行われることが当然予想され、それに対する予防措置を行う義務もあったと認定されている。
当時の2ちゃんねるでは、「削除整理板」または「削除要請板」に削除依頼を任意に書き込み、削除を促す方式で誹謗中傷の削除を受け付けていた。しかし、実際に削除に至った割合は10％に過ぎなかった。さらに削除依頼は、削除スレッドを立てた上、公開で行わないとならないため、削除要請を行なったことでさらに誹謗中傷が激しくなるという二次的被害を受ける危険性もあった。
実際、2ちゃんねるのデマ書き込みを発端に、10年以上にわたって誹謗中傷を受けてきたお笑いタレントのスマイリーキクチは（詳細は「スマイリーキクチ中傷被害事件」を参照）、2ちゃんねるの管理者に対して繰り返し事実無根の誹謗中傷がある書き込みの削除を依頼したが、「事実無根を証明しなければ削除には応じません」と悪魔の証明を求められ、削除依頼を断られている。中傷が書き込まれていた少年犯罪板には本人になりすまして「もう、過去のことなので許してください」と書き込んで脅迫を煽るものまでいたという。
また、プロ麻雀士名誉毀損事件の被害女性（当時30歳）が勝訴した直後にも、「殺す」「とっとと首を吊れ」「夜道は相当危険」等の脅迫や容姿をけなす中傷が2ちゃんねる上に数千件書き込まれた。被害女性が所属する麻雀店のHPも執拗な荒らしに遭い、掲示板（BBS）には10万件以上の脅迫や中傷が書き込まれ、店のメールアドレスにも嫌がらせのメールが大量に届いた。このため店のホームページは閉鎖を余儀なくされた。被害女性は自宅住所も暴露されたため実家に帰らざるを得ず、大量の脅迫のため外出を避け、店にも顔を出せなくなった。当時はこのような「二次被害」を恐れる中傷被害者も多く、提訴に至らない事例も多かったという。
ほかにも、2008年4月に当時20代のグラビアアイドルが自殺した事件など、2ちゃんねるの誹謗中傷によって自殺に追い込まれる例もあったとされている。
2008年1月、男性6人組アカペラバンド「RAG FAIR」の奥村政佳は、自身のブログで2ちゃんねるの管理姿勢に対して「被害者が泣き寝入りする構造を放置している」として、ひろゆきを倫理的に問題があると批判した。この発言には当初一定の賛同もあったが、2ちゃんねる上では「売名行為」などの中傷も相次いだ。
毎日新聞によると2006年12月時点で賠償額は総額4000〜5000万円ほど。ただし、ひろゆきの年収は1億円以上あり、支払能力の有無に関わらず払う気はなく時効まで放置するつもりであると見られている。また時効成立のころには「飽きて別のことをやってるかも」とも語っている。
板倉宏・日本大学大学院教授によると、裁判所の強制執行があれば賠償金は回収できるが、被告の資産を調べるのは原告がしなければならない。訴訟を担当してひろゆきの資産を回収しようとした弁護士は「（ひろゆきの自宅マンションにあったのは）生活必需品ばかりで差し押さえができなかった」「収入が入る金融機関の口座を突き止めることができなかった」ことを明かしている。なお、ひろゆきは「10年たつと時効だから（賠償金が）ゼロになる。払うよりも逃げ切った方が得」「お金はあるけど（相手が）ここにあるぞと分からない限り取れない。不動産やマンションを持っていたら取られるけど、そういうのは持っていない」と述べている（ただし、改正民法第166条「債権等の消滅時効」で規定された時効完成は、債権者が権利を行使することで延長できるため、この発言には致命的な矛盾が生じている）。
2007年1月12日、ひろゆきに対して約500万円の債権を持つ東京都の男性会社員が「制裁金が累積500万円に達するもなお放置しており債務不履行である」として東京地裁に対し、2ch.netのドメインを含むひろゆきの全財産を仮差押えする申請を行なった。これを夕刊フジが「2ちゃんねる停止」と大々的に報じたため、ひろゆきは「2ch閉鎖って書くとまた、新聞が売れるということじゃないかと。狼少年の寓話を彷彿とさせますよね。よい子の皆さんは真似しないでね」と反論し話題となった。この閉鎖騒動により2chトップページの壺に「賠償金滞納処分差押物件」という赤札が表示され、ニュース速報板では名無しさんの名前が「〜が差し押さえられそうです」となり、ニュース速報VIP板でも名無しさんの名前が「閉鎖まであと ○○日 ○○時間」となった。さらにスレッドストッパーは「赤羽地方裁判所」（当然実在しない）となり、本文が「差し押さえました」となった。
2007年1月29日、元2ch.net副管理人の「切込隊長」こと山本一郎が起こした、ひろゆきに対する名誉毀損裁判に珍しく出廷した。ひろゆきは「基本的には出ない（注：「出廷しない」の意）のですが、今回は知り合いなので、面白いかなと思ったんです。原告がどんな顔をしてくるのか知りたかったんです」とコメントしている。口頭弁論は2007年9月までに5回行われ、そのなかで山本がひろゆきに対し「ハゲ」と投稿したことについてひろゆきが言及した。2008年2月、ひろゆきの敗訴に終わる。過去ログ削除と80万円の支払い命令（請求200万円）。
2007年2月、ひろゆきが経営する会社と彼自身に課された税金（所得税と法人税）の一部が滞納され続けていることを受け、東京国税局査察部が調査を開始したと夕刊フジが報じる。翌3月には読売新聞で“債務4億円、50件以上民事で提訴され43件で敗訴確定”と報じられた。また、3月20日には賠償金の債務が約5億円に上ると報道され、質問を受けた報道陣に対し「支払わなければ死刑になるのなら支払うが、支払わなくてもどうということはないので支払わない」「踏み倒そうとしたら支払わなくても済む。そんな国の変なルールに基づいて支払うのは、ばかばかしい」と、支払いの意思がないことを明らかにした。なお、当時の制裁金は1日あたり88万円で、2009年時点の賠償金は単純計算で10億円以上に膨らんでいることになる。
2009年、ひろゆきはシンガポールの法人「パケットモンスター」に2ちゃんねるを譲渡したと主張したが、同社は訴訟や差し押さえを回避するためのペーパーカンパニーとみなされており、実際に2009年以降の訴訟は4件に激減した。
2010年1月、2ちゃんねるのスレッドを基にした書籍『ブラック会社に勤めてるんだが、もう俺は限界かもしれない』（ISBN 978-4104715213）の印税が新潮社からひろゆきに支払われていることに着目し、印税を差し押さえることで初めて損害賠償金が回収される。
2011年当時、警視庁が行った削除要請の35%を2ちゃんねるが占めていたが、依頼した5223件のうち97%が無視されていた（逆に他のサイトは97%が削除されていた）。警視庁が管理人の責任を追及しようとしても、登記上の管理会社がペーパーカンパニーであったり、サーバーが海外を転々としているなどの不透明な運営実態に阻まれていた。
2014年に2ちゃんねるの管理権を失ったひろゆきは、オリジナルの2ちゃんねる「2ch.net」のデータを自動的にコピーするサイト「2ch.sc」を開設したが、大半のユーザーはジム・ワトキンスが管理する「2ch.net」に残留した。「2ch.net」では削除方法が改定され、メールにより非公開で削除依頼を受け付けるようになった。個人を対象とした誹謗中傷の場合、早ければ1日から2日で削除されるようになり、改善された。しかし「2ch.net」のデータは「2ch.sc」に自動的にコピーされるため、削除の手間が結果的に増えてしまった。「2ch.sc」は従来通り削除依頼を削除スレッドを立てた上、公開で行う必要があり、従来通り2次被害のリスクがあった。削除の基準も「2ch.net」より厳しかった。また、削除ガイドラインには描かれていない落とし穴として、削除依頼の内容は原則的に削除されないこともあった。そのため実際には削除スレッドを立てずに「2ch.sc」の名義上の管理者・シンガポール法人「パケットモンスター（PACKET MONSTER INC）」か、実質的な管理人・西村博之を相手に裁判所の仮処分を行うことが現実的だった。結果として、2ちゃんねるの誹謗中傷を削除する手間が増える結果となった。
2017年5月、AbemaTVのバラエティ番組に出演時、「（損害賠償請求に従わない場合は）1日5万円払えっていう判決が出たりするんですよ。面倒くさいから放っておくと、1日5万円がすごい増えるんですよ。それが何件もあるから、累積で30億はいったと思うんですけど、ただ10年たつと時効だからゼロになるんですよ」と告白し、すべての時効が成立したと主張している。
法学者の町村泰貴は、ひろゆきの賠償金未払いについて「民事責任を果たさないこと自体では逮捕されず、財産を隠す債務者への実効的な強制手段が乏しい」とし、日本の民事執行制度に構造的な限界があることを指摘している。
東洋大学教授の藤本貴之は、ひろゆきの賠償金未払いについて「ぎりぎりのグレーゾーンを狙った脱法的テクニック」であるとし、被害者が泣き寝入りしている現状は旧統一教会の霊感商法と本質的に変わらないと批判している。また、こうした人物をメディアが起用し続ける状況を「コンプライアンスの観点から問題がある」とし、放送倫理に反しているのではないかと指摘した。
2022年3月、弁護士の北村晴男は、ひろゆきの賠償金踏み倒し問題についてメディアの取材に応じ、「民事裁判で賠償金支払いの命令を無視された場合、原則として強制執行という手続きをとる必要があるが、相手の資産の所在が不明であれば差し押さえが困難になる」と解説した。また、「ひろゆき氏が2015年からフランス・パリに移住しており、現地の資産を差し押さえるにはフランスの弁護士を通じて裁判所の承認を得る必要があるため、手続きが煩雑で費用も日本よりはるかに高額になる」とし、「債権者が手続きを断念した可能性もある」と述べている。さらに、「テレビ局や制作会社など、出演料の支払い元を特定すれば、国内資産を差し押さえる余地は残されている」と付け加えた。
かつてビジネスパートナーだった山本一郎は、ひろゆきと決別した理由の一つとして名誉毀損裁判の多さを挙げており、ひろゆきが賠償回避のために「資産を持たない人物」としてセルフブランディングを行い、原告側の訴訟意欲を削ぐ戦略をとっていたと指摘している。また、2ちゃんねるの差し押さえを避けるため、シンガポール籍のダミー会社「パケットモンスター」へ全権を譲渡した体裁を取ったとも述べている。
一方で、ひろゆき自身は匿名掲示板の責任について、「自分はあくまで掲示板という場を提供したにすぎず、責任は書き込みを行った個人にあるべき」とする立場を繰り返し表明している。犯罪的な投稿の削除についても、「法が定めるべきであり、管理人が恣意的に決めるべきではない」として、掲示板管理人の中立性を主張している。
また、賠償金を支払わない理由については、自身が全国各地で多数の訴訟を抱えており、それぞれに対応するのは物理的にも金銭的にも困難であること、さらに民事訴訟では欠席すれば自動的に敗訴となり賠償命令が出される仕組みであることを挙げ、「敗訴しても払わなければ同じ」「払わせたければ国会で法律を作れ」といった発言も行っている。
さらに自身の正当性を説明する際には、「Winny開発者の金子勇が逮捕された事例」や「包丁を使った犯罪で製造者が責任を問われることはない」といったたとえ話を用い、インフラ提供者に過剰な責任を問う風潮への疑問を呈している。また、掲示板での言論に問題が生じた場合は、法的規制よりもユーザー間の議論を通じてルールを構築すべきだとする「集合知」への期待も述べている。
2022年6月22日には、自身のYouTubeチャンネルで賠償金踏み倒しについて聞かれ、自分に責任はなくプロバイダ責任制限法がない時代だったので敗訴になっただけと主張し、プロバイダ責任制限法がある2022年現在では問題のある書き込みがあると知ってから対応すれば、責任は問われないとしている。裁判は2000年から2005年くらいに起こされたものなので、時効が10年なのでほぼ全ては時効になっており、日本に居住しているときにすでに時効になっているため、フランスに移住したのも賠償金踏み倒しのためではないと主張している。なお、実際はプロバイダ責任制限法は2001年11月に成立し、2002年5月から施行された法律であるため、この発言には矛盾が生じている。
2022年8月、ドワンゴ創業者の川上量生は自身のブログにおいて、ひろゆきによる賠償金の不払いについて、「本来、適切に裁判に対応していれば支払い義務のない賠償金であり、日本の法制度の欠陥によって物理的に対応困難な状況に追い込まれた結果としての、防衛的な選択だった」と擁護した。
これに対して、ルポライターの清義明は、川上の主張について「とんちんかんな弁護」であると批判し、2ちゃんねるにおいて投稿者情報の開示や適切な削除対応を行っていれば、訴訟の多発は回避できたはずであり、「欠陥があるのは法制度ではなく2ちゃんねるの運用体制である」と反論している。
また、ひろゆきはSNS上で、自身が賠償金問題に正面から向き合っていないとする指摘に対し、「誰が債権を持っているかを知らないため、向き合いようがない」と反論している。

### 西村博之への訴訟の一例

#### 日本生命保険書き込み削除請求
日本生命保険は2001年3月、匿名掲示板「2ちゃんねる」の保険業界板に社員を中傷する記載（職場内での恋愛スキャンダルにまつわる書き込み）があるとして東京地裁に削除（保険業界板の閉鎖と約500カ所の書き込み削除）を求める仮処分を申請した。その後、ひろゆきが配信したメールマガジンで同社による削除請求を知った2ちゃんねらーと書き込みに訪れた日本生命職員らとの間で苛烈な論争が繰り広げられる。さらには自社に不満を持つ一部の職員による内部告発や自社バッシングなど「自己批判」を招く異様な事態となった。
2001年8月28日、東京地方裁判所（野口忠彦裁判官）は、ひろゆきに対し、名誉毀損を理由として計20カ所の書き込みの削除を命じた。これはパソコン通信を除くインターネット掲示板における名誉毀損を巡る初の判例であるとされる。
この判決についてジャーナリストの井上トシユキは、「ネット空間が現実社会と共生するための転換点」であり、利用者がその価値を見極めて育てていく必要性を指摘している。

#### 動物病院名誉毀損判決
2002年6月26日（事件番号：平成13年（ワ）15125号）

#### プロ麻雀士名誉毀損事件
2003年6月25日、女性プロ麻雀士が、2ちゃんねる上の中傷書き込みを巡って、管理人のひろゆきに対して約600万円の損害賠償を起こした事件の判決が東京地裁であった。大橋寛明裁判長は「要請されても記載を削除するなど送信防止措置を講じておらず、違法だ」として、100万円の損害賠償請求、および違法な書き込みの削除を命じた。

#### DHC名誉毀損判決
2003年7月17日、2ちゃんねる上の中傷書き込みを巡って、化粧品会社のDHCと吉田嘉明社長（当時）が6億円の損害賠償をひろゆきに求めた事件の判決が東京地裁であった。斎藤隆裁判長は「削除を求めた仮処分申立書の送達を受けてから、中傷の書き込みを2ヶ月半も放置した」として吉田社長に100万の慰謝料と、DHCに300万円、計400万円の損害賠償請求を認めた。

#### DHCメルマガ名誉毀損事件
2003年7月17日（事件番号：平成14年（ワ）8603号）2003年9月3日（事件番号：平成14年（ワ）12825号）
ひろゆきが自ら「DHCは食品に枯葉剤を入れたりと、なかなかチャレンジャーな会社」などと配信したメールマガジンで名誉を傷つけられたとして、東京都港区にある化粧品会社「DHC」がひろゆきに1億円の損害賠償を求めた訴訟の判決が2003年9月3日、東京地裁であった。大橋寛明裁判長は「真実ではない内容でDHCの信用を著しく損なった」として700万円の支払いを命じた。

#### 情報開示命令無視による制裁
2004年5月、ジャーナリストの寺澤有らが2ちゃんねる上の中傷書き込みをめぐって起こした訴訟で、東京地裁はプロバイダ責任制限法にもとづき、管理人のひろゆきに発信者情報の開示を命じた。しかし、ひろゆきが東京地裁の命令に従わなかったため、8月27日までに東京地裁（鬼沢友直裁判官）は、ひろゆきに1日3万円の制裁金を科すことを認めた。

#### 女子プロゴルファー名誉毀損事件
2006年10月25日、当時20代の女性プロゴルファーが、2ちゃんねる上の中傷書き込みを巡って管理人のひろゆきに対して民事訴訟を起こした事件で、東京地裁は100万円の損害賠償、違法な書き込みの削除と発信者の情報開示を命じた。削除依頼を求めても応じなかったことによる提訴だった。

#### 大阪歯科医院
2004年大阪市で歯科医院を経営する医療法人（京都市）と事務長が、管理運営者のひろゆきに損害賠償などを求めた訴訟の判決で大阪地裁は2004年4月22日、請求通り計200万円の支払いと書込の削除、発信者の情報開示を命じた。森広司裁判長は「侮辱的な表現が用いられ公益を図る目的がないことは明らか」と述べた。

#### 富士ハウス株式会社訴訟
2005年3月22日（事件番号：平成15年（ワ）11242号）
静岡県の住宅販売会社「富士ハウス株式会社」（2009年1月倒産）は、「暴利をむさぼる悪徳会社」などと書き込まれたとして、1000万円の賠償などを求め、東京地裁に提訴した。東京地裁は2005年3月22日、50万円の損害賠償を命じた。

#### 株式会社X訴訟
2007年5月11日（事件番号：平成19年（ワ）733号）
株式会社Xは、名誉を毀損する発言が書き込まれたとして、損賠賠償請求、記事の削除請求、発信者情報の開示請求を求め東京地裁に訴訟した。東京地裁は、100万円の損害賠償と「2ちゃんねる」と題する電子掲示板における別紙発言目録記載 の文言を削除を命じた。

#### 北海道の大学助教授
2006年、掲示板で「狂人」などと中傷された北海道の大学助教授、有道出人は札幌地裁支部で書込の削除と220万円の賠償を命じる判決を勝ち取った。だが有道はひろゆきの個人資産220万円分の所在を司法執行官に示すことができず、結局「取りはぐれ」ている。

#### 学園が名誉毀損で告訴
2007年、神奈川県小田原市で不登校の子どもが通う学園を運営する学校法人「湘南ライナス学園」（吉崎真里学園長）が、書き込んだ人物を被疑者不詳のまま名誉棄損等で県警小田原署に刑事告訴していたことがわかった。告訴状は2005年12月から2006年10月にかけて、不特定多数の人物が中傷や嘘の書込をし、同学園の信頼や吉崎学園長の名誉を損なったとしている。書込は2000件以上に上り、退学者や入学予定者の辞退が相次いだ。

#### 空手道場を経営の男性
2007年、掲示板に道場を中傷する書き込みを削除せずに放置したため名誉を傷つけられたとして、山形市内で空手道場を経営する男性が2007年8月7日、ひろゆきに対し、慰謝料など320万円の損害賠償を求め、山形地裁に提訴した。

#### 栃木県内の中学校で数学科を担当する教師
2008年10月16日（事件番号：平成20（ワ）17072号）
栃木県内の中学校で数学科を担当する教師は、自身を誹謗中傷する記事について掲示板の管理者であるひろゆきに削除依頼を行ったものの、削除対象を完全には削除できなかったことに関して、原告が記事の削除を求めているのに被告がこれを怠っているとして、慰謝料等の支払い、記事の削除及び記事を記載した発信者情報の開示を求めた。東京地検は、2008年、50万円の損害賠償を命じた。

#### 新潟の弁護士が2ちゃんねるから損害賠償を回収
2010年4月、新潟の弁護士事務所が2ちゃんねるに対する損害賠償金の取り立てに成功したことを事務所HPで報告した。

#### 未来検索ブラジル元社長の深水英一郎がひろゆきから損害賠償を回収
2021年、未来検索ブラジル元社長の深水英一郎は、ひろゆきに対し、損害賠償訴訟を東京地裁に提訴した。ひろゆきが『ニコニコ超会議2019』で「深見は会社の資金を横領した」など根拠不明な妄言をおこない、それにより名誉を傷つけられたためである。裁判では、ひろゆきの主張は全て却下され、深水英一郎が全面勝訴した。結果、東京地検は60万円の損害賠償を命じ、ひろゆきは60万2525円を支払った。
なお、ひろゆきが自らの意志で賠償金を支払ったのは、これが初とされる。深見によれば、ひろゆきが賠償金を支払ったのは民事執行法と財産開示手続の強化により、賠償金を支払わずに逃げ続ければ刑事罰を課されるようになったためとしている（そもそも、この法改正は、ひろゆきの司法に対する挑発的な発言に刺激を受けて行われたもの、とする指摘もある）。そのうえで深見は、ひろゆきについて「インフルエンサーという立場と影響力を悪用し、妄想を根拠にして相手を攻撃する人物」「今や、ひろゆき自身が2ちゃんねるであり、2ちゃんねる的な文化、いわゆる『CHANカルチャー』が、社会を巻き込んで新たな姿を形作っている」として警鐘を鳴らしている。

### 西村博之への捜査に関する未来検索ブラジル社の国家賠償請求訴訟
2011年11月24日から2012年12月3日にかけて「2ちゃんねる」(2ch.net) で覚醒剤の購入を持ちかける違法な書き込みと、遠隔操作ウイルス事件に関連する書き込みがあったという理由から、2012年3月に警視庁は麻薬特例法違反（あおり・唆し）のほう助容疑を名目にひろゆきの自宅とひろゆきが取締役を務める有限会社未来検索ブラジルおよび「ガジェット通信」を運営する東京産業新聞社の家宅捜索と差し押さえを行った。
2013年2月、両社はひろゆきが2009年1月に2ch.netの事業をシンガポールの会社に譲渡し、管理人を退いたことを明らかにしているにも関わらず、ひろゆきや未来検索ブラジルを家宅捜索と差押さえしたことに対し、違憲・違法として、東京都と大阪府を被告とした国家賠償請求訴訟を提起した。
2016年、東京地裁は未来検索ブラジルが2ch.netと「深く関与」していたとみなし、同社側の全面敗訴といえる判決を下した。その後、未来検索ブラジルは東京高裁と最高裁判所にそれぞれ上告したが、いずれの請求も棄却された。

### 2ちゃんねるの管理権限紛争
ひろゆき（東京プラス社）は2ちゃんねるの所有権を明らかにするため、ジム・ワトキンス（N.T.Technology）を相手取り裁判を起こしていた。ジムは地裁で敗訴するが、2019年4月の東京高裁の判決でジム側に所有権が認められた。その後、ひろゆきは最高裁に上告するも棄却。

### 2ちゃんねるの商標権をめぐる損害賠償請求訴訟
ひろゆきは2ちゃんねるの所有権や管理権をめぐる紛争とは別に商標権をめぐる損害賠償請求をRace Queen Inc.（代表：ジム・ワトキンス）に起こしている。これは、ひろゆきが所有する「2ch」「2ちゃんねる」の商標権をジムが運営する「Race Queen Inc.」が2014年のサイト乗っ取りから2017年にサイト名を改称するまでの間、不当に侵害していたとして損害賠償1億7500万円、およびドメイン名の使用を中止するまで月額500万円を支払うように求めたものである。
なお、この裁判ではジム側の証人として、当時の2ちゃんねる関係者がサイトの運営実態にまつわる貴重な証言を行っており、たとえば、ひろゆきに代わり2ちゃんねるの管理運営を実質的に行ってきた（本人曰く「この世の誰よりも熱心に2ちゃんねるにかかわってきた」）株式会社ゼロの中尾嘉宏（ハンドルネーム「FOX★」「夜勤」で知られる）は、2ちゃんねるが転送量増大でサーバーが落ちかけたのをUNIX板の住人が救った2001年の「8月危機」について「事実と異なる部分が多数あります」とし、実際はジムと提供してきたサーバーが広告料の見返りに合わず、サーバーを落としていったのが実情だと陳述書の中で述べている。ジャーナリストの清義明は、この裁判について「双方ともに背に腹は代えられないのであろう。裁判記録を読むと、2ちゃんねるの運営実態について、西村氏側とジム・ワトキンス氏側がそれぞれ赤裸々な運営実態を明らかにしている。2ちゃんねるを実際に所有していたのは誰であるかを、裁判の趣旨にあわせて明らかにしなければならないからだ。商標権裁判はまさしく、2ちゃんねる乗っ取り事件裁判の“第二ラウンド”になっている」と指摘している。
2019年12月24日、東京地裁は、ひろゆきが「2ch」「2ちゃんねる」の商標登録を出願した2013年以前から「Race Queen Inc.」が別の法人とともに2ちゃんねるの運営をおこなっており、2ちゃんねるの名称を周知の状態にしていたと判断すると共に、2012年にパケットモンスター社から運営事業を承継したと認定。「Race Queen Inc.による先使用権が認められる」として商標権侵害を否定する判決を下した。これに伴い、Race Queen Inc.のTwitterアカウント（@RQueeninc）は「西村博之の請求は棄却された。また2ちゃんねるの商標法上の先使用権が認められるとともに、Race Queen Inc.が2ちゃんねるの正式な管理者であったことが認定された。Race Queen Inc.として、法と正義に則った東京地方裁判所の判決を歓迎する」という趣旨の発表を行った（このアカウントは現在凍結されている）。
しかし翌2020年、Race Queen Inc.が「2ちゃんねる」の名称を使うことを禁ずる判決が出た。もっとも、この判決では「2ちゃんねる」の名称差し止めは認められたが、それ以外の損害賠償請求は棄却されたため、これを不服としたひろゆきは判決直後に控訴した。
2023年1月26日、知的財産高等裁判所は「2ちゃんねるの名称が全国の利用者に広く認識された2006年時点において、掲示板の運営主体はひろゆきであった」と認定し、損害賠償請求を退けた一審判決を変更。ひろゆきが2ちゃんねるから排除された2014年2月19日からサイト名が「5ちゃんねる」に変更される2017年10月1日まで同掲示板でひろゆきが得るはずだった43ヶ月分の広告収入を月額500万円と算定し、Race Queen Inc.に2億1700万円の支払いを命じた。
この裁判について、YouTubeの視聴者から「2ちゃんねるはすでに高齢化してウェブサイトとしての需要も低いと思いますが、いらないんじゃないですか。長期間続く裁判を続けてまで2ちゃんねるを取り戻したい理由を聞きたいです」というスパチャに「裁判を始めちゃったので結果がどうなるかが知りたいという、好奇心のほうが多かったりしますね」と答えている。

## 評価

### 匿名掲示板の運営者として

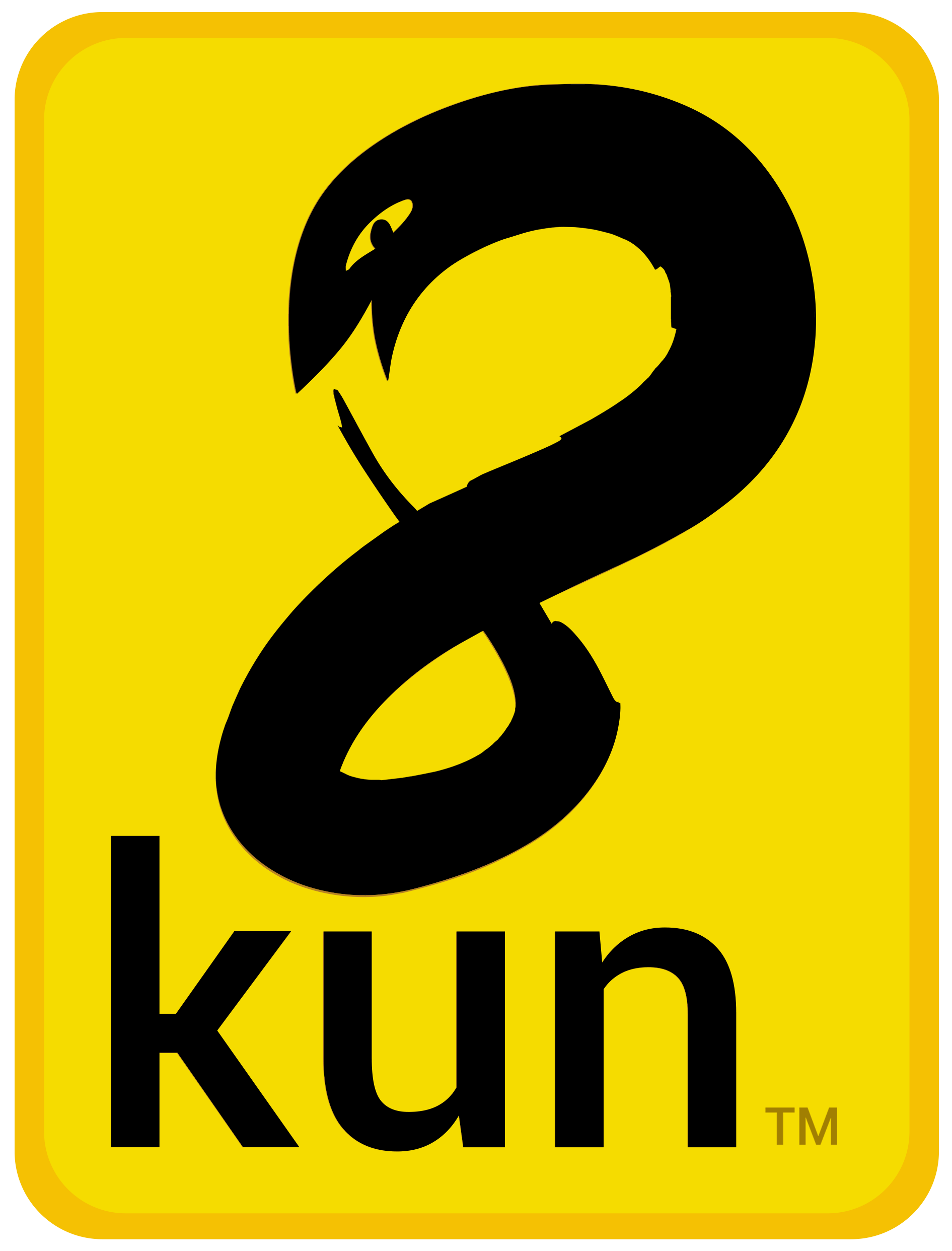
Qアノンを拡散し、米連邦議会襲撃を扇動したとされる英語圏の匿名掲示板「8kun」は、2ちゃんねるの公式姉妹サイトであり、ひろゆきの元ビジネスパートナーであったジムによって運営されている。ちなみに前身の8chanは「ヘイトの肥溜め」「一線を越えた」としてCloudFlareからサービスを強制的に打ち切られた。

ひろゆきが匿名掲示板の運営で成功した理由について、米ニューヨーク・タイムズ紙は、2022年12月の記事において「彼は日本社会で恥をあまり感じないという“超能力”を持っているようで、それがある種の無敵の力となっている」と形容し、彼のスタンスが日本国内で人気を集める要因の一つだと論じた。また同紙は、「アメリカでは、彼の所有するウェブサイトが大量虐殺や憎悪犯罪に関連付けられてきたが、彼は日本ではスターとして扱われている」「ひろゆきは、社会に幻滅した日本の若者の代弁者として有名になったが、彼自身は悪名高い4chanのオーナーであることを公の場で語りたがらない」とも指摘した。その上で同紙は、ひろゆきが取材協力を拒否したことを明かしている。
ルポライターの清義明は、ひろゆきが4chanについて積極的に語らない理由として、4chanから派生し「インターネットの最も暗い場所」を自称するアメリカ合衆国の匿名画像掲示板「8chan」（現・8kun）の運営者ジム・ワトキンスが、2014年のゲーマーゲート事件以降、プラットフォーム上で醸成されたQアノン陰謀論や、100人もの死傷者を出したクライストチャーチモスク銃乱射事件などの責任を問われ、アメリカ合衆国議会の公聴会に召喚されたことが影響している可能性があるとしている。
また、英語圏での4chanの悪評は拡大しており、たとえばYouTubeチャンネル『日経テレ東大学』で共演していた成田悠輔の「集団自決発言」が2023年2月に国際的批判を受けた際、ニューヨーク・タイムズは「成田は、ひろゆきや堀江貴文といったX世代の扇動的な人物と共に登場することが多い」「ひろゆきは、最も有毒なアイデアが生まれるインターネット掲示板『4chan』を運営する著名な実業家である」と紹介した。
匿名掲示板の運営者としては、2ちゃんねる関係者からも否定的な評価がなされている。
- 現5ちゃんねる/8chan管理人のジム・ワトキンスからは「2ちゃんねるのスポークスマンにすぎず、最初からプログラミングの技術力もさほど高くなかったし、ウェブサイトの運用にはついていけないレベルだった」と評価されている[注釈 6][283]。
- 2ちゃんねるの保守運用に尽力してきた、実質的な2代目管理人の中尾嘉宏（ハンドルネーム「FOX★」「夜勤」で知られる）も「ひろゆきの技術力では、私たちがどのようなプログラミングをしていたかなど理解できない」と述べており、かつてひろゆきが「プログラムのバグは放っておけば治る」と言い放ち、2ちゃんねるの技術関係者を呆れさせたことを商標権裁判における陳述書で明かしている[272]。
- 初期の2ちゃんねるの運営に関与していた元副管理人の山本一郎も、ひろゆきの2ちゃんねる運営について、まったくと言っていいほどマネジネントを行わず、契約書を作らなかったために金銭のトラブルが絶えなかったとし、「集まってきた人たちが2ちゃんねるを支え、だんだんと問題にぶち当たっては突然の西村のヘイト（理由のよく分からない恨みや嫌悪）に巻き込まれて、理不尽に袂を分かつことの連続でした。偉大なるワンマンによる中小企業とあまり変わらない」と話している。また、裁判回避のために「自分は金に執着しない」というセルフブランディングをしてきたとも話している[282]。
- 8chan創設者で元2ちゃんねる従業員のフレドリック・ブレンナンも「ひろゆきには、まったく評価できるところはないです。出来る男とも思わない。法律や警察をいかにして逃れるかだけを考えている印象です。決して本心をださずにのらりくらりとしていて、まるで政治家のようです。もともと匿名掲示板の管理人なんて、まともな人がいるとは思わない」と話している[281]。

2ちゃんねるの運営に対しては批判も多く、たとえば経済学者の池田信夫は、ひろゆきが多数の損害賠償請求を受けながらも履行しない点や、日本のウェブ上の言論の質を低下させている点を挙げ、「法治国家として許されるのか疑問だ」と強く批判している。
また弁護士の渡辺輝人は「2ちゃんねるの違法性」に言及しつつ「ひろゆきって、ヤミの世界の人でしょ。いつから表街道を堂々と歩けるようになったの？しかもご意見番みたいな、最もさせてはいけない立場で」と厳しく批判している。これに対して、ひろゆきは「弁護士でありながら、名誉棄損行為をしてる人のほうがだどうかと思いますが、渡辺さんは他人を中傷する特権をお持ちだと考えているんですか？」などと返信している。
NHK党代表の立花孝志も「西村博之は、4億円を踏み倒した、極悪人」「こんな人間が公共の電波【テレビ】を使って、偉そうに他人に説教しているのが許せない」などと批判している。同時に「4億円踏み倒したまま、その過去を知らない世代の若者に偉そうにアドバイスしているのを阻止しないといけないと思っています」と批判したが、一方で、ひろゆきは立花が東京地裁で懲役2年6月、執行猶予4年の有罪判決を受けたことに触れ「犯罪者を擁護するのは、政治をやる上では損だと思ってたおいらですが、自身が有罪判決で犯罪者になったN国党の立花さん」「泥舟から脱出する人が増えるかな？」とNHK党の支持者が減る可能性について触れている。

#### 4chan管理人として

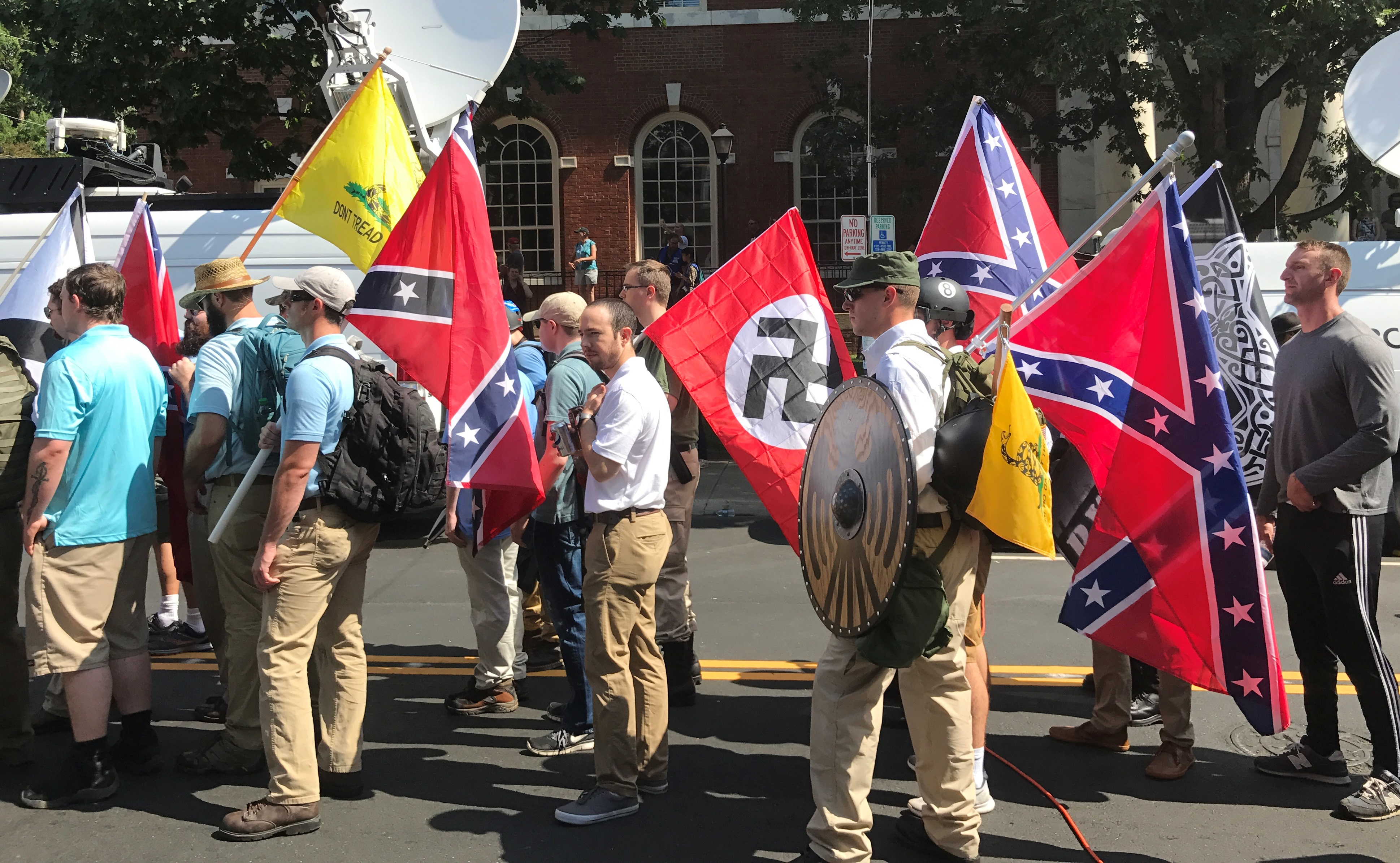
数十人が死傷した極右集会「ユナイト・ザ・ライト」に参加するオルタナ右翼（2017年8月12日撮影）

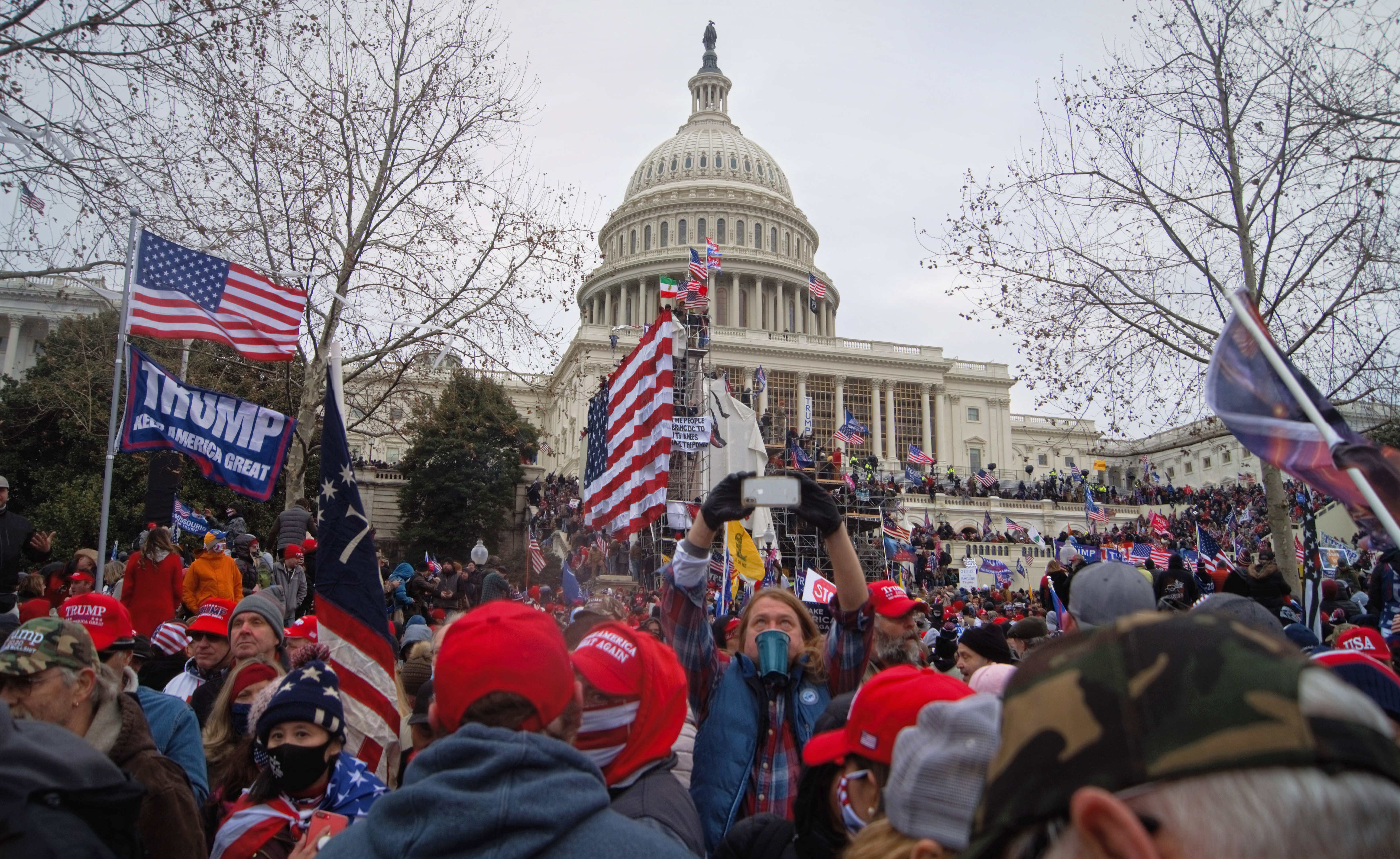
4chan発祥のオルタナ右翼やQアノンが、民主主義の象徴である米議会議事堂を襲撃・占拠している様子（2021年1月6日撮影）

数々の陰謀論や人種差別、オルタナ右翼、各国における銃乱射事件との関係性が指摘されている匿名掲示板「4chan」の運営についても国内外で否定的な評価がなされている。
のちに複数のモデレーターが、「4chan」管理陣営の背後にある人種差別的な意図への疑惑について証言している。たとえば、あるモデレーターからは「RapeApe」というハンドルネームのモデレーターが、4chanをオルタナ右翼のための道具として使おうとしていること、そしてひろゆきがRapeApeにサイトの管理を専任させて、みずからは手を抜いていたとの情報が寄せられた。現在に至るまで、ひろゆきもRapeApeもこの疑惑に答えていない。少なくとも2015年までに極右の過激派が4chanに関与するようになったと見なされており、そういった報告は複数の公的機関やコメンテーター、市民団体によってなされている。
ジャーナリストの清義明は、アメリカ連邦議会襲撃事件を間接的に引き起こしたQアノン陰謀論のルーツに2ちゃんねる発の匿名掲示板文化「CHANカルチャー」があると指摘している。清いわく「無名だから発言の責任は負わなくていい、ウソであったとしてもだまされる方が悪いという文化は、2ちゃんからできた」とし、それがQアノン現象につながったと分析している。続けて清は「ネットは使う側の自己責任だ、プラットフォーム（発言や議論の空間）側に責任はない、というのを、いわばネットのルールのように西村は広めてしまった。法的な責任がないとはいえ、その点では、西村に道義的な責任がある」としている。また福岡市がひろゆきをアドバイザーに起用した件についても、「例えば受託した仕事で何か福岡市に損害を与えるようなことがして、西村氏に損害賠償責任が発生したときも、西村さんの過去の発言のように『時効まで逃げ切る』となるかもしれないですよ」と語っている。
文筆家でミュージシャンのロマン優光は、ひろゆきが4chanにおいて陰謀論やヘイトスピーチといった社会問題を放置し、責任を取らない姿勢を続けている点を批判している。また、日本のメディアがひろゆきを「論破王」として肯定的に扱い、公的機関のアドバイザーとして起用する社会状況についても、「リテラシーの低さ」を問題視している。
8chanの開設者であるフレドリック・ブレンナンは、Qアノンが世界的に問題視されているにもかかわらず、日本のメディアがその背景にある人物や日本との関係について触れようとしないことに疑問を呈している。これに対して清義明は、Qアノンをめぐる一連の問題は、日米をまたいだ匿名掲示板文化や、複数の人物・出来事が複雑に絡んでいるため、主流メディアでは扱いにくく、報道が困難になっていると述べている。

### インフルエンサーとして
ひろゆきは2020年代以降、インフルエンサーとして人気を集める一方で、発言に誤情報が多く含まれていることが指摘されている。文筆家の御田寺圭は、ひろゆきについて、「さまざまな分野に幅広く通じているという体で披露される知識や情報には、事実誤認や虚偽が多く含まれている」「西村氏の不正確な、あるいは端的に事実誤認に基づく情報発信は、SNS上でしばしば批判や嘲笑の的となっている」として相対性理論、総合格闘技やフランス語についての誤情報を拡散したことを紹介した。その一方で、テレビ視聴時間の長い中高年世代の間で「賢いのに偉そうにふるまわず、私たちの目線でなんでもわかりやすく教えてくれる物知りなお兄さん」として、論客として評価されていることを指摘。「インテリぎらい」「エリートぎらい」の見えざるニーズを見事にコンテンツ化して成功していると評価している。

#### 伊藤昌亮「ひろゆき論―なぜ支持されるのか、なぜ支持されるべきではないのか」『世界』2023年3月号
社会学者の伊藤昌亮は『世界』（2023年3月号）において、ひろゆきの言説スタイルを「プログラミング的思考に基づくポピュリズム」と評し、リベラル派の権威への反発を通じて支持を得ていると分析した。また、その思考法は本来のシステム思考に至らず、自己や社会の複雑さへの目配りが欠けており、陰謀論的な価値観の温床になりかねないと警鐘を鳴らしている。
文筆家の御田寺圭も、ひろゆきが支持を集める背景として、リベラル派が「かわいそうに見えない弱者」を見落としてきた構造的問題を指摘しており、ひろゆきはその「結果」にすぎないと述べている。

#### 否定的な評価
- ひろゆきの臆測・妄想や決めつけ・思い込みに基づく妄言によって名誉を毀損された経験がある深水英一郎（ひろゆきが取締役を務める未来検索ブラジルの元代表取締役社長）は、ひろゆきの人間性について「インフルエンサーという立場と影響力を悪用し、妄想を根拠にして相手を攻撃する人物」としたうえで「今や、ひろゆき自身が2ちゃんねるであり、2ちゃんねる的な文化、いわゆる『CHANカルチャー』が、社会を巻き込んで新たな姿を形作っている」と警鐘を鳴らしている[37]。

- 東京工業大学教授の中島岳志は、ひろゆきが「論破王」と呼ばれていることについて、「この「論破」は議論ではない。時に優位な立場から相手を傷つけ、自らの設定した定義に基づいて一方的な論を展開する。そして、相手から反論されても笑みを浮かべ、巧みに論点をすり替える。これに多くの人が「いいね」を与えることで、ひろゆきは相手を論破したと見なされる」と批判的に分析している[298]。

- 沖縄タイムス編集委員の阿部岳は、ひろゆきの議論における姿勢に対して、「思い込みを指摘されても、へらへらと笑みを浮かべ、時に嘲笑」するとし、「強い側にいる人間の特権である」と論じ、「自分が多数派の側にいて、反発されても数の力で押し流せることを知っているからこそ、人は安心して対峙する相手を笑いのめすことができる」と笑いのめすことの暴力性を指摘した[298]。

- 東京工業大学准教授の西田亮介は、ひろゆきの論破芸は「いまの時代を象徴している」としており、「彼は回答を迫る側であって、迫られる側に回ることはほぼないんですよ。よく見ると議論にもなっていない。無意味な時間が流れているだけなんです。だけど、マトモな人ほどひろゆきの質問と向き合ってしまう。大学教員とか政治家とか。それでも、怒ったり不貞腐（ふてくさ）れたりした表情が少しでも録れたら「論破」、ひろゆきさんの勝ちなわけですよね。十分喝采なわけです」として議論として成立してないといる。また、テレビの演出は常にMCに有利になっているとして、「仮にうまく論破に至らなかったとしても、「MCがゲストに負けない」編集や演出になるんですよ。MCがボコボコにされてしまったら、番組として格好がつかないですからね。テロップやアングル等でどうにでもなります」と批判的に分析した[299]。

- 東洋大学教授の藤本貴之は、ひろゆきによる統一教会批判の問題点に言及した上で、「熱狂的なファンを持ち、オンライン動画だけで巨額の富を稼ぎ出すひろゆき氏こそ、事実上、カルト宗教の教祖なのではないか、と感じることがある。億単位の損害賠償を支払うことなく『踏み倒す』という非道なことをやっているにもかかわらず、多くの支持を集めるという現状は、間違いなく『次世代のカルト』であるように感じる。」と痛烈に批判している[300]。

- 埼玉工業大学非常勤講師・批評家の藤崎剛人[301]は「ひろゆきの述べるように、皆がそれぞれ人生を楽しく過ごすために好き勝手なことを追求していった場合、皆が幸福になる、というのは幻想で、責任概念が失われている限り、あらゆる問題が放置され続ける社会となり、そのしわ寄せは、結局は弱者へと向かうだろう」「ひろゆきの説く幸福になる技術は、世の中を非効率的なものにし続けている『バカ』を仮想敵にしたうえで、その『バカ』をいかに出し抜くか、というもの」「今日のメディアでの振る舞いから受ける印象では、ひろゆきは『意識高い系』と呼ばれる人たち、つまり『向上心』に溢れ、日々『成長』のための『自己研鑽』を欠かさないような人たちのカリスマのように思える。」などと批判的な見解を示している[302]。この記事に対して、ひろゆきは「隙あらば生活保護を勧めてるおいらですが、何を見ておいらが意識高い系だと思われてるのが不思議です。」と返答している[303]。

- ひろゆきと同じくフランス在住の言語学者の小島剛一は、ひろゆきについて「フランス語の能力は極めて低い」「フランスに住みながら、実際は日本からの仕事に依存している」とした上で、「パリに建つアパートの一室に住んでいるのは事実なのかもしれません。しかし、それはフランス語を使ってフランスで働き、フランスで生計を立てているのとは違います。結局、ひろゆき氏は北海道や沖縄で暮らしているのと大差はない」と指摘している。また、小島はひろゆきがウスマン・デンベレとアントワーヌ・グリーズマンの差別発言を擁護するために詭弁を弄したとして、「教養が完全に欠如した、嘘を平気でつく人間と言わざるを得ません」と痛烈に批判している[40]。

#### 肯定的な評価
- 一方、ひろゆきの第一印象について竹熊健太郎は「感情を表に出さないし、自慢めいたことは一切言わないけど、ものすごい自信家だということが言葉の端々から感じられた。あそこまで徹底したアナーキストで個人主義者というのは、俺、初めて見たね。でも暴力革命起こすとか、誰かと運動起こすとか、そういう部分はまったくないのが新しい。見た目、渋谷を普通に歩いている若者と違わないし、いたってまともなの。しかもアナーキズムなんだけどいたずらな理想主義に走らないで、すごく醒めた現実的な判断を一方ではする」と回想している[304]。

- 元総務相でパソナグループ取締役会長、経済学者の竹中平蔵は「ひろゆきさんとは詳しく話したことはなかったんですけども、ネットで発信しておられるのは時々見てて、はっきり言いまして『本当に上から目線で、人の批判ばっかりしてる人なんだな』と思ってました」というのが第一印象だったが、実際に話した後は「はっきり言ってものすごくよく勉強してる人ですね。よくいろんなことが分かってる人です。頭のいい人です。その上でああいう言い方としているというのが、彼の大変面白いところなんだな、と思いました」「彼は違うと言うかもしれないが、私が例えば経済や社会を見ている見方と、ひろゆきさんが経済や社会を見てる見方は実はかなり似てると思います」「願わくば、それだけいろんなこと勉強してわかってるんだから『じゃあどうしたらいいか？』という知恵もたまにはちょっと出して、提言みたいなのをしてくれたら、もっとありがたいなと思う」と評価を改めている[305]。

- 元大阪府知事で弁護士の橋下徹は「この番組（NewsBAR橋下）に何回か出てくれているひろゆきさんの、爆発的に売れている1%の努力。ひろゆきさんが今度来たら騙したらアカンでと（言いたい）。1%の（努力な）わけないから」「彼の情報の収集量と整理の仕方、コメントというか意見の出し方は相当磨いてますからね」「ひろゆきさんの1%って、そのほかの余分なことはやらなくていいよと。世間で言われている不合理な、不毛なことはやらなくていいけど、というところで、彼の言っている1%というのは、それは確かに全体の中での1%かも分からないけど」「相当努力を積んで磨かないと、ああいうふうになれない」「楽してそこっていうのは、達成できている人はいないんじゃないですか」と評している[306]。ただし、前述したように『1%の努力』はひろゆきが口頭で話した内容をダイヤモンド社の編集の種岡健がまとめた本であるため、それほど努力はしていない[307]。

- ITmediaビジネスオンラインの記者である古田拓也はひろゆきが人気になったことに対して「『お悩み相談』というコンテンツそれ自体は昔からあったものの、コロナ前の段階ではその注目度はほとんどなかった。コロナ禍によってリアルな人とのつながりが減少した。悩みをスーパーチャットしている相談者は、2ちゃんねるやニコニコ動画に触れて育った20代以降の大学生から社会人が多い。チャンネルの伸びが緊急事態宣言の時期と概ね一致しているため、外出自粛やリモートワークといった新たな生活様式を取り入れざるを得ない都市部の人が、その多くを占めると考えられる。また『無能』をテーマにして相談を受けるとき、ひろゆきは『有能になるためにはどうすればいいか』ではなく『無能を受け入れた上で、どう生きるか』という観点で回答することが多い。ひろゆきは、言葉こそ毒舌・辛辣に見えるが、実は優しいお悩み相談コンテンツである。」と評している[308]。

- サイゾーウーマンの記者である村上春虎は過去にも有吉弘行、マツコ・デラックスのように毒舌で成り上がった著名人はいるが、ひろゆきは新しいタイプの毒舌だという。「知性と毒舌を兼ね備えた、新しいタイプの毒舌家といえるでしょう。わかりやすく言えば、東大出身の伊沢拓司や松丸亮吾が辛口になったような形態」「毒舌が薄まったとささやかれる有吉、マツコに代わって、今後もその弁舌に期待したい」と評している[309]。

### その他
- ひろゆきの持つ独特のフィロソフィー（哲学）について清義明は「アメリカの西海岸ヒッピーカルチャーがサイバー化した反体制的ニューレフトイデオロギーと、ヤッピーの経済リバタリアニズムのふたつが合流した極めて80～90年代的なもの」と評している[310]。

- ニコニコ動画の創設メンバーである川上量生は、ひろゆきについて「虫の足を引きちぎって楽しむような子供」と評した[311]。

- 実業家の堀江貴文とはかつて共著を出すなど良好な関係だったとされるが、堀江が広島県の餃子店とトラブルになったことをきっかけに決別した。堀江は「仲悪いっていうか、僕が縁を切っただけです」と言い、「一部始終を知ってるくせにさらに俺を窮地に追い込むので性格悪すぎと思って嫌になりました」「よくよく考えてみて、去年餃子事件で、めちゃくちゃ何か叩かれて。あいつが炎上させたようなもんなんで」と語っている。さらにかつての共演についても、「生まれてこれまでひろゆきと親友だったことは一度もありませんよ。お仕事をしたことはありますが。いわゆるプライベート的な場所でも会うことはありませんし」とし、堀江が収監される前に撮られたツーショットに関しても「これ、刑務所に入る俺を面白がってるだけでしょ完全に」とした[312][313]。これについてひろゆきは「ホリエモンこと堀江さんの餃子事件はおいらが居ない所で起きたのに『あいつが炎上させたようなもんなんで』と言ってる。Twitter上で堀江さんとおいらが餃子事件で言い争いをしたことはない。堀江さんの事実認識がおかしくなってる気がするのですが、どうしちゃったのかな？」と述べている[314]。

- 菅前首相、竹中平蔵とは仲が良いが、元内閣官房参与の高橋洋一の事を粘着しては一方的に攻撃する。こと高橋には「時計泥棒」などと過激な発言が多く、AbemaTVで論破されたのを根に持っているのではないか？とも言われている[315][316]。

## 人物・発言・言動

### 交友関係
- 幼馴染の友人などの一部を除いて基本的に誰に対しても敬語で接するとしている。ひろゆき曰くその理由は「年下とかでもいつ偉くなるかわからない。タメ口だったのに急に敬語に変えたらおかしくなるから」と『だんな様はひろゆき』の「電話の相手」で明かされた[317]。

- 4chan開設者のmootことクリストファー・プールとは、2011年にSXSWインタラクティブに参加した際に出会い、その後、ニコニコ動画で共演したり[318]、プールが来日するたびに飲みに行ったりした仲である[319]。

- ガジェット通信副編集長でWebディレクターのひげおやじと仲が良く、YouTube配信では彼の軽口を言うことが多い。ひろゆき曰く悪口ではなく事実を言っているだけとのこと。「僕の知り合いに死んだ魚の目をしたひげおやじさんっていう性格悪いデブのおっさんがいるんですけど」などと切り出すことが多い[320]。

- タレントの乙武洋匡とは『ABEMA Prime』で共演していることから親交が深く、プロレス的なやりとりも目立つ。たとえば、乙武が不倫騒動を起こしたことをいじって「乙武さんは『五体不満足』だけど、3本目の足は『一本大満足』だよねというセリフが掘り返されてバッシングされるんだろうな…と思ってるおいらです」とひろゆきがツイートした際、乙武は「ひろゆき氏の命運は、俺が握っている。ふふふ」と返答している[321]。またプロサッカー選手の本田圭佑が発起人となって設立された社会人サッカークラブ「EDO ALL UNITED」のGMを乙武が務め、ひろゆきが裏方として参加している[322]。

- 自民党の麻生太郎の甥で実業家の麻生巌と親交がある。川上量生と麻生、ひろゆきと一緒に焼肉屋でゲームで興じたこともある[323]。

- 宮迫博之の焼肉店事業について、「『闇金ウシジマくん』で、失敗してさらにお金を注ぎ込んでドツボにハマっていく話のリアル版」「過去に一流芸能人だった人が、損切りが出来なくて追加出費をして、手をつけちゃいけないお金に手を出すドキュメンタリーとして他人事で見てると凄く面白い。コメント欄も楽しい」と主張している[324]。

- 堀江貴文（ホリエモン）との共演は多かったが、2021年に広島（尾道）の餃子店に同行者がマスクをしておらず入店拒否されたことにクレームを入れたことによる炎上騒動が起きた際に餃子店側をひろゆきが「クラウドファンディングとかでお金集めて、通販とかデリバリーで再開するとかどうですかね？」「サイト作る人居ないとかだったら、手伝いますよ」と擁護したため堀江から絶縁宣言された[314]。このことについてひろゆきは「ホリエモンこと堀江さんの餃子事件はおいらが居ない所で起きたのに『あいつが炎上させたようなもんなんで』と言ってる。Twitter上で堀江さんとおいらが餃子事件で言い争いをしたことはない。 堀江さんの事実認識がおかしくなってる気がするのですが、どうしちゃったのかな？」と述べている[314]。堀江は「仕事で対談とかはしてたけどプライベートで仲がいいわけじゃないし。関係を持たない方が健全、少なくとも俺は」と述べている[325]。

- 前澤友作のお金配りに対して「これって、おいらが500万円出すと、前澤さんも500万円出してくれるの？それだったら、参加するー」として「児童養護施設へのパソコンの寄付」を提案したが拒否され[326]、「『困ってる人や挑戦してる人を助けたい』と言ってたので、『フォロワー増えないから児童養護施設への寄付しません』とか『寄付の抽選に謎のアプリのインストール必須』とかの矛盾が指摘されてた前澤さん。お金配りは営利企業のキャンペーンです！って、最初から認めておけばよかったのにね」とツイートしたところ前澤にブロックされた[327]。前澤は「誰に配ろうが俺の好き」と主張している[328]。前澤が宇宙旅行したことについて「Amazonのジェフ・ベゾス氏やヴァージン・グループのリチャード・ブランソン氏が宇宙に行ったりして、いい意味で宇宙が身近になり、お金払えば誰でも行けるので目新しく無くなったのでないかと」「いつかは行ける宇宙より、F1最終戦のホンダの逆転劇とか二度と見られないモノが見たいという人は多そう」と評している[329]。

- 不登校YouTuberのゆたぼんの父親である活動家の中村幸也に対して「登校が嫌なら通信制の中学校で教育を受けることは可能〈中略〉子供は被害者なので責めるべきではないです」と親の責任としたところ、中村と論争になり、中村からは「他人の家庭のことが気になるなんて、ひろゆきくんも暇なんだなぁ。でもまぁゆたぼんのことを多くに人に知ってもらえるように協力してくれていて有り難いことですわ」と返答された[330]。

### 趣味・嗜好
- 趣味は映画鑑賞、ゲーム、漫画、旅行、昼寝、読書、人間観察など。コロナ禍で子どものゲーム依存症が問題視されているが、「課金すると強くなるゲームと、練習してちょっとずつ上手くなっていったり、ものを覚えていったりするゲームって全然違う。なので、そこをごっちゃにして語るのは良くないなと思ってます。」と主張している[331]。

- 前述したようにゲームに肯定的であり、Facebookの企業名がMetaに変わったことに対してメタバース事業について「『ファイナルファンタジーXIV』という日本初のサービスがオンラインユーザー全世界で70万人いて、ずっと月額課金していて、ずっとコンテンツを作り続けて、今やずっと会話したりとか中で麻雀もできたりする。ITのゲームを知らない人たちが『メタバース』とか騒いでるんですけど、ゲーム業界では既に枯れている。」と評している[332]。

- ゲームに肯定的ではあるがNintendo Switchの発売前にはゲーム専用機ではスマホ・タブレットと比較し勝てないと予想していた。曰く「お金に余裕がない人は『ゲームよりもスマホとかタブレットを買おう』となるのが普通の流れですから。（スマホっていろんなことができる携帯型PCっていう存在だから）そんな状況なのに、ゲームしかできない端末で勝負を挑んでもなかなか勝てる気はしないですよね。Nintendo Switchがビックリするくらい安いならまだ可能性はありますけど、けっこう高いみたい（2016年当時は未発表）ですから。」と売れないだろうと発言していた[333]。

- 喫煙者である。2020年2月以降はたばこを休んでいるが、いつでも吸えるように持ち歩いている[334]。お酒はYouTube配信時以外はほとんど飲まない、外食は年に3回くらいしかしないと述べている[335]。

- おすすめの本を聞かれると『銃・病原菌・鉄』[336]『コンテナ物語（英語版）』[336][337]『五輪書』[336][338][339]を挙げることが多い。

- うまい棒（めんたい味）、カレー、寿司、パスタ、クロワッサン、スタウトなどのビール、ルートビア、フローズンヨーグルト、チョコレート（きのこ派）が好物で、うまい棒にいたっては2ちゃんねるのサーバ名（cheeze、mentai、pizza、natto、cocoaなど）にもなっていた。また、2001年に開設されていたうまい棒の公式サイトでの投票結果から、パッケージデザインのみではあるが「西村博之専用うまい棒」が製造された[340][341]。

- キャバクラや風俗などの女遊びはしない（友人からの奢りで行ったこと自体はある）。理由として「（キャバ嬢は）見た目だけで、人の話を『あーそうなんだ』と言ってるだけで生き残ってきた人だから、話を聞いても全く面白くない」「僕が面白い話をして、（連れて行ってくれた人が）お金も払って帰るっていう、すげー無駄な時間を過ごした感」「キャバクラは若い女の子に話を聞いてもらいたいおじさんが行くところ。僕は話聞いてくれる人がいるので、キャバクラに行きたい欲が全くないんですよね」などと語っている[342]。風俗については「“お金で買った人”というのは相手も分かっているし、結局幸せにはなれないと思いますよ。その意味で、僕は風俗も嫌いですね。性欲は満たせるかもしれないけど、風俗嬢がお金をもらって嫌なことを嫌々やっている状況がすごいじゃないですか？ ただ、風俗がどういうシステムで、どういうレベルの子が働いているのか相場感覚を知るのは好きなので、大阪の飛田新地やオランダの飾り窓を見学しました（笑）」と述べている[343]。

- Twitterには頻繁に投稿しているが、Instagramはつまらないと発言している[344]。

### 資格
- 総合旅行業務取扱管理者資格を取得している[345]。

### 性格
- 中学から現在まで私生活での一人称は「おいら」である[346][347][348]。

- 地元愛が強い。生まれ育った東京都北区赤羽（正確には赤羽北）は「大都会赤羽」と呼ぶ[349][350]。

- 東京の「渋谷」「新宿」「銀座」「六本木」などは田舎者が作ってきた街であり、奇抜な格好をしている若者が歩いているのはほとんどが埼玉とか群馬などから来た田舎者であり、地元が東京である者は東京にいるのが日常であるため恥ずかしいファッションは避け、わりと地味な服装をしていると主張している[351]。

- 生まれついての寝坊魔・遅刻魔である（小学六年生の時、登校班の班長だったが、いつも遅刻するのでみんなに置いて行かれていた）[352]。時間や場所に拘束されるという理由から外出もあまり得意ではない。暇なときはずっと家に引きこもっている。また外出時の格好も非常にラフで、季節や場所に関係なく、たとえ法廷でも素足にサンダルである[353][354]。

- 富裕層であるが昔から生活水準を上げていないため「基本自炊」「生活費は月3万円」「服も10年以上同じ」という徹底的な倹約家である[355][356]。靴はクロックスをいつも履いている[357]。自動販売機を利用したことは人生で5回しかないと主張しており、その5回も子供の頃の話で、大人になってからは0回である[358]。なお、前述の「3万円」は東洋経済オンラインでの発言で、2021年9月にはTwitterで「年収は1億円を超えているが、生活費は5万円」と言っている[359][360]。

- お金への執着は薄く、テレビのリモート出演のギャラもほぼ格安で言い値でオファーを承諾している。「仕事の対価として支払われるお金はスコアのようなもの。それをゲーム感覚で貯めているだけ」とのこと[361]。

- 富裕層であることのデメリットは税金と考えており「税金を払うのを嫌がって、節税したくなっちゃう人が多いんですよね。結果として、脱税して捕まっちゃう人がいる」と述べているが、ひろゆき本人は税金に関しては払うのに抵抗はなく、その理由は父親が税務職員であったからで「僕は父親が税務職員なので、税金を払うことにあまり躊躇がないんですよね。僕は税金で育って、税金を払うことで、回りまわって飯を食べてたので。そういう意味だと、親が税務職員でよかったなと思いますね」と述べている[362]。

- YouTube配信でよく着ている黄色いパーカーは300ユーロくらいで買った100年着られるほど丈夫で防弾チョッキにも使われているケブラー繊維でできたものであると、『だんな様はひろゆき』の「スペック厨2」で明かされた[363]。

### 思想・信条
- 2000年の西鉄バスジャック事件でテレビ朝日の報道番組『ニュースステーション』のインタビュー取材を受けた際、「うそはうそであると見抜ける人でないと（掲示板を使うのは）難しい」と発言し、2ちゃんねる（2ch.net）の開設者・管理人として初めてのメディア出演となったことも合わせて、ネット上で話題となった。この言葉は20年経った2020年現在も考えは変わっていないとしており、スマートフォンが普及し誰でもネットに触れられるようになった今こそ、フェイクニュースや陰謀論のようなまったく根拠のない情報に騙されない情報リテラシーが必要であると主張している[364]。うそに騙されないための子供の教育法として、「インターネットの情報の真贋を見極めるには、知識が必要です。それを子どもに求めるのは酷ですし、大人でも難しいのは前に述べたとおり。ならば、とりあえずは『誰が書いているのか？』がわからない情報は基本的に信じない、というスタンスを教えるといいと思います。署名記事でも、全国紙でもいいので責任の所在がわかっていれば、もし間違いであっても、責任転嫁しやすい。これが『まとめサイトに書いてあった』と言ってしまうような頭の悪い人にならないように、子どもを育てることから始めるといいのではないでしょうか。」と匿名の情報を信じないことを勧めている[365]。

- インターネット上では「論破王」と呼ばれることが多い[366]。テレビの討論番組「ビートたけしのTVタックル」（2015年6月22日放送分）で、古谷経衡に「それ『明らか』じゃなくて、あなたの感想ですよね？」と返答したことで有名である[367]。この発言は、インターネットを実名登録制にするべきかという議論で発生した。この発言は前述したように2022年に「それってあなたの感想ですよね？」と少し形を変えて小学生流行語大賞となった。毎日新聞が「ひろゆき氏が動画投稿サイト『ユーチューブ』などで論客を“論破”する際の『殺し文句』として使ったとされる。」と報じたが、ひろゆきはこの発言はTVタックルで一度使っただけでありYouTubeでは使っていないと反論した[368]。

- また、同番組では「なんだろう、ウソつくのやめてもらっていいですか」「なんかそういうデータあるんですか」とも発言し、これらが収録されたLINEスタンプも発売されている[370]。ただし、ひろゆき本人は視聴者が自身のマネをして「論破」という言葉を使うことには戸惑っており、「はい論破」と言ったことはこれまで一度もないと主張している[371]。また、ひろゆきは「信者になることはとても頭の悪いことなので、やめたほうがいい」「僕の信者にはならないでほしい」「僕は間違ったことを言う。人として間違いを犯すし、専門家から見たら間違った知識を披露することもある」と視聴者に注意している[372]。

- 小学生の間でひろゆきブームが起き、ひろゆきの真似をして「それってあなたの感想ですよね？」「なんかそういうデータあるんですか？」と質問することが流行っていることについて「どうでもいい感想ではなく、事実ベースで話を進めるのは、教育にとっては良い事だと思うのですが、何がまずいのだろう」とコメントしている[373]。

- 「おいらはエンジニア歴がもう20年くらいになりますが、『だから、オレのほうが正しい』みたいな言い方はまったく通用しない。実際にコードを書いてみて、始めて3か月の子のほうが『速いじゃん』となったら、もうどうしようもないわけです。とにかく正しいコードを書いた人の勝ち。理系の人はだいたいそういう社会で生きていて、スキルという事実ベースで戦う以外にないのですよ。なので、文系の人とはちょっと違うわけです。」として、プログラマー（エンジニア）出身だから感想ではなく事実ベースで話を進める、と語っている[374]。

- 座右の銘は「明日できることは今日やるな」[339]。一方で仕事を始めると「飽きるまでスクリプトを書く」という集中力も見せる。学生時代、夏休みの宿題は8月31日になってから一気にやるタイプであった[375]。

- 来歴で前述した「信頼できるインフルエンサー」の第2位になったことについて著書「無敵の独学術」で触れており「当事者としてはありがたいなとは思いつつも、なんとも複雑というのが率直な感想だったりします。というのも、僕は適当に自分の考えを伝えているだけで、それを信頼されてもなあ……と思うからです。」と述べており、自身が信頼されているのは「単にほかの大人の信頼度が下がりすぎているからではないかと。」と述べている[376]。2022年5月にも再びヒカキンに続く第2位となり、この際に「1位がヒカキンさんなのはマジで重要。日本の若者の最後の良心。。。」「多忙や気管支炎で1ヶ月に1回くらいしか自分のチャンネルで配信出来ていないんだけど、それでもインフルエンサーなのかね」と自身が1位にならなかったことを喜んでいる[377]。

- 元プロ野球選手のイチローの「努力を努力だと思っている時点で、好きでやってるヤツには勝てない」という言葉を自身も同意しており、「圧倒的努力で映画を見ています！という人がいたら、それは本当は映画が嫌いということなのだろうと思います。努力して映画を見ている人は、映画が好きな人には勝てませんよね。」と主張している[378]。

- 「人生は死ぬまでの暇つぶし」「人生を楽しむコツは暇な時間をいかに楽しく過ごせるのか」という人生観を持つ[379]。「生きる意味とは？」の質問には「虫や細菌に生きる意味がないのと一緒で、地球上の生物は地球の熱循環のシステムの一部としての機能を果たしているだけなので、意味とかないと思います。結論みたいなものを言ってもしょうがないですかね。そしたら、『死ぬまでにできるだけ楽しく暮らす』ってのを目標にするといいんじゃないかと思っています。」と答えている[380]。

- 前述のように徹底的な倹約家のため、お金を使わないと友情が保てないような関係は友達とは言えないという思想を持っている。「本当の友達なら一緒にいて沈黙していても、別に平気だと思う。お互い何も語らずに思い思いのことをやってもいいと思う。」「お金を使わず、気も遣わないような相手こそが、友達なんだと思うし、そういう人間関係を人生で第一に大事にしたほうがよい。」と主張している[381]。

- お金持ちになる方法はお金を使わないこと（支出を減らす）が重要と主張しており、「本当にお金を貯めたいのであれば、僕のように『ケチ』になる必要があります」「人間が1日に理性的な判断が出来る回数は決まってる説があります。自販機でジュースは買わない。コンビニでは無くスーパーで買う。外食はしない。服は買わない。など、前もってルールを決めておくと、『買おうかな？』という判断すらしないで判断力を温存出来ます」と述べている[382]。

- 「好きなもの」を仕事にするより「そんなに好きではないもの」を仕事にして家に帰ってから趣味に励んだほうが良いと主張している。例としてコンピュータゲームを挙げ、「ゲーム好きでゲーム会社に入って、ずっと働いている人は、皮肉にもゲームをする暇がなくなる」と主張している[383]。自身の活動についても「実は僕は他人と会話をするのが嫌い」「外にもあまり出ないし、営業的な電話も超嫌い」「今、人前で喋るような仕事をしているが、本来は引きこもりで喋りたくない」と嫌いな仕事として挙げ「ただ、やると高い評価をもらえることがある」と述べている[384]。

- 自身もプログラマ（エンジニア）であるため、IT業界におけるSIer（システムインテグレーター）について否定的であり、「はっきり言って、SIerで働いているエンジニアは今すぐ逃げた方がいい。他社にものを納品するビジネスモデルの会社は、同じような企業がたくさんある中での競争になるから、その競争に勝つためにはどうしたってコストを削減せざるを得ない。コストを削減すれば、当然給料も安くなる。それをしなければ競争に負けて潰れるだけ」と述べている[385]。

- 日本のIT技術が世界で通用していない理由を次のように持論を展開している。「（世界に通用するものは）あったんですけど、法律の問題で駄目になりました。もともとGoogleがなぜうまくいったかというと、検索エンジンの会社なんですよね。検索エンジンの会社の中でページを保存してGoogleのキャッシュで表示する機能があったんですけど、あれは日本でやると著作権法で違反だったんですよ。便利だよねってみんなGoogleを使ったんだけど、日本の検索エンジンは違法だからそれができなくてNTTが作っていたgooだったり、Infoseekは日本の検索エンジンは性能がよかったんですけど、全部営業的にうまくいかなくなって、日本のYahoo!も自分たちが作ってる検索エンジンも1回Googleに変えるとか、日本は自分から法律で手を縛って技術を潰しちゃったんですよね」「その後、ブロックチェーンと呼ばれるP2Pの技術ももともとWinnyっていう東大の金子さんっていうおっさんが作った技術がベースで同じような技術をつかってるんですよ。でもそれも潰したじゃないですか。日本は法律と警察力でどんどん潰していくので伸びないよねって話」としている。これに対して慶大特任准教授の若新雄純が「日本でもすごい技術の種はあったのに日本国内で若いやつらが発明したものは許さねぇとか日本国内の既得権を崩されたくないとかで日本国内で潰しているうちに世界で戦えるものがなくなってしまったのか」と同意している[386]。

- 介護職はスキルが身につかず低賃金で重労働なので20代から30代の若者はやめたほうがいいというのが持論である[387]。

- 「『IPを取ったら商用サイトになるとは思わない』というスタンスで2chを運営している」と発言していた[388][注釈 7][389][390]。

- 2008年にはブログ上で「無敵の人」という概念を提唱[391]。ここでいう「無敵の人」とは「社会的に失うものが何も無いために犯罪を起こすことに何の躊躇もない人」のことを指す。その内容は以下のようなもの。

- 自身が幼い頃に両親から家庭用ゲーム機（ファミコン）ではなく、パソコンを買い与えられたことで情報リテラシーが培われたという経験から、子供たちにはタブレットではなくパソコンを買い与えるべきであると主張している[392]。実際に、日本の児童養護施設に向けてパソコンを寄付する活動もしている[393]。9人に協力してもらい総額約5,000万円、96の児童養護施設に対して323台を無償で送った[394]。

- ヴィーガン否定派であり、「個人で勝手にやるのはいい。子どもがかわいそう。大人になってから動物性タンパク質を取らないのは、別に問題ないと思うが、子どもの発育には必要な栄養素」「（食肉をやめても）医薬品を使っている。それらは、数多くの動物実験によって開発されている。動物を苦しめたくないのであれば、医療や医薬品を活用することも間違いになってしまう。でも、多くのヴィーガンは、病気になったら病院に行く。薬も飲む。そういった現実を伝えたい」と主張している[395]。

- 自身に対する批判について「そもそも、ひろゆきを信じてるほうがバカなんじゃないか」と述べており、まともな情報を知りたいのであれば、専門家の意見を聞いたり、研究や論文を調べてから判断するようにと主張している[396]。

- キラキラネームについて、就職活動で不利になるためつけるべきではなく、「僕は親がやってはいけない代表格だと思っています」「雇用側からすればリスク回避のため、同じ能力を持った就職希望者がいた場合、キラキラネームではなく、一般的な名前の人のほうを選ぶことになる」「デメリットを想像できない親は頭が悪く、IQの4割は遺伝するので、キラキラネームの人は頭が悪い可能性を孕んでいるとも言えてしまう」と主張している[397]。

- 宝くじについて否定的であり、「確率と投資金額からのリターンの計算が出来ない頭の悪い人が罰金を払う季節がやって参りました。売り上げの約40％が公共事業などで使われるので、お近くの情弱に『宝くじって夢があるよね～』とか言って散財させると吉です」とコメントし、「庶民が億万長者になるには宝くじしかないってこと」というフォロワーの声に対しては「おいらの家庭も庶民ですし、グリーの田中（良和）さんも庶民だし、堀江貴文ことホリエモンさんも庶民だし、YouTuberヒカルさんも庶民出身。庶民から億万長者になった人は、IT起業家やYouTuberに大勢居ます。宝くじを買うと金持ちになれると考える頭の悪さのせいで貧乏のままなんだと思いますよ」と主張している[398]。この一連のツイートを週刊誌「女性自身」に「庶民感覚とのズレ」があると報道されると[399]、「庶民でも無いのに、『庶民感覚』を売りにする嘘つきになれないおいらです」「庶民のフリをしようとしても、やんごとない雰囲気が、醸し出されちゃうんですよね。なるべく高貴な出自を出さないようにしてるんですか、難しいものです」と皮肉交じりに言及した[400]。

- 就職活動における学歴フィルターについて肯定的であり、「学歴フィルターがバレて偏差値の低い大学の人が不快になったという話。面接できる人数は限られていて、偏差値の高い大学生だけを相手にしたい企業があるのは事実。嫌なら勉強して良い偏差値の大学に入ればよい。学歴フィルターに文句を言うのは見当違いだと思うおいらです」「学歴フィルターに文句を言っても、低偏差値の学生が採用されるようになるわけではなく、誰も読まずに自動的にゴミ箱に行くだけのエントリーシートを企業に送付出来るようになるだけです」「偏差値の低い学生に無駄なコストが増えるだけということがわからないんですかね」と主張している[401]。

- ウィル・スミスが第94回アカデミー賞の授賞式で妻の脱毛症をジョークのネタにされたことを腹に立ててクリス・ロックをビンタしたことについて、自分の妻だったらと置き換えて「僕はクリスと一緒に指さして笑ってると思いますね」「うちの彼女と前歩いてるときに、ものすごく綺麗にこけたことがあって。指さしてゲラゲラ笑ってたら怒られたんですけど。『G.I.ジェーン2』、確かにねって笑っちゃうと思うんですよね。うちの彼女の方が強いと思うんで、たぶん行って殴ってると思うんですよ。本人が殴らなければ、僕のやることじゃないんで」とコメントしている[402]。

- 自身のYouTube配信内で、日本人には「ビビリ」が多いとし、その理由について、アフリカ人には「恐怖」のDNAを持っていない人が多く、やりたいことがあれば「ビビる」ことなくやるが、アジア人はアフリカで負けてヨーロッパに渡り、ヨーロッパで負けて中東に行き、中東で負けて東南アジアに行き、東南アジアで負けて日本に来たが日本で逃げる先がなく、そこで凍えて暮らしていたのが日本人のルーツであるため、日本人は基本「ビビリ」の集合体であると主張した。これを理解することで、アフリカ人やアメリカ人がリスクを取る意味が分かるし、所詮アジア人はアフリカ人に勝てないとしている[403]。

### 政治的主張
- 毎月一定額の現金を無条件かつ一律に給付する最低限所得保障システム「ベーシックインカム」の推進派である。また定期的に「ベーシックインカムを実現する会議」という配信も行っているため、ひろゆきの鳴き声はベーシックインカムと揶揄されることも多い（本人も許容している）[404]。ただし、2021年現在の日本では年金をもらえている高齢者が反対するため実現可能性は低いと現実的に見ており、代わりに若者には生活保護の受給を勧め、生活保護が実質的な若者向けのベーシックインカムであると主張している[405]。選挙について、「20歳-39歳の若者が全員投票に行ったとしても、40歳以上の有権者が3倍ぐらい多いので、40歳以上の6割の投票を阻止するとかしないと勝てない」「『若者が投票に行けば、政治は変えられるんだ！』みたいなことを言う人が居ますが、人口比率上、変えることはもう無理」と主張している[406]。

- 若者の投票率の低さについて「ネットで情報が増えたから投票に行くだろうというのは、なんかちょっと若者を見下してるような気がするんです」「ネットに情報がある・ない関わらず、別にテレビだろうといろんな情報は手に入れていて、で、『別に投票行ったって俺の人生変わんないよね』ってちゃんと判断した結果なんで。ネット上に情報を置いてもその判断は変わらないっていうだけなので、予想された結果じゃないかなと思う」とコメントしている。また高齢者の選挙への姿勢について「結局ネットの情報って、政策だったりこういう日本にしたいっていう思いだったり情報を流すわけですけど、そんなものより、握手をしたかどうかで自分の投票先を決める、頭の悪い高齢者が多いというのが事実なわけじゃないですか。そしたら、若者に情報いくら入れてもしょうがないじゃないですか。握手するだけで『この人に投票する』なんてアホばっかりなんだから」と主張している[407]。

- 一部の人間が言う「白票でも良いから投票しよう!」という主張に対して「計算できる人はわかるのですが、選挙での『白票』や『無効票』は、多数派に投票したのと同じ結果になります。『白票でも良いから投票しよう!』とか言う人は、与党や優勢な候補に勝たせたいだけな場合がありますよね。。。」「白票を若者が投じると、若者向けの政策が増えるというのは間違いです。白票や無効票を誰が投じたのかわかりません。若者の投票が増えても与党が勝ったという結果になるだけです。与党は『今まで通りの政策で若者投票率が増えても勝った!このまま行こう!』と、なります」と持論を展開した[408]。

- ベーシックインカムは少子化対策として有効と主張している。「今毎年、日本人って50万人ぐらい減ってるんですけど、ずっと人口減っていくと会社とかも売り上げずっと減っていく。そうなると日本はずっと貧乏なままだよね、というのがある」「なので、日本人を増やそうとなると30代までのカップルにとりあえず子ども作っちゃってよっていう、経済的な状況を作らないといけないと思っている。ベーシックインカムなり、生活保護なりという形で30（歳）以下の方が生活ができて子どもを育てられるという状況を作らないと、ますます日本人の人口が減っていって、絶滅する方向に向かっていくんじゃないかと思ってます」と主張している[409]。

- ベーシックインカムのメリットについて「30歳で高校生と同じようなスキルしか手元にない場合、その給料で日本で子どもを育てて家庭を持つことは、なかなか無理になってきた。そのため最初の（若い）うちにお金をあげるなりして、稼げる仕事のスキルを身に付けないといけない。日本の人口を増やすためは、まずベーシックインカムなりやらないと変わらないのではないか」と述べ、ベーシックインカムの実現に向けては、「どのようにベーシックインカムを導入するか、実証実験をするのではなく『生活保護を受ける人をすごく増やす』が最適解ではないか。若い人でも働けなかったり、コロナによって生活保護を受ける人が増えると『なんか生活保護が多いな。俺が働いていると、損をしているみたいだ。もうベーシックインカムで俺たちにも配ってくれよ』という形でベーシックインカムが導入されると思う。だから、実証実験なしで生活保護の割合を20%ぐらいまであげると、結果ベーシックインカムになってしまうのではないか」と主張している[410]。

- ベーシックインカムを導入しても既存の社会保障（セーフティネット）は残すべきという立場である。竹中平蔵などが主張しているベーシックインカム導入と同時に年金や失業手当や生活保護などの社会保障を撤廃する案には反対している[411]。

- 来歴の項目で前述した通り、生活保護世帯の多い団地で育ったため生活保護に関して肯定的であり、2021年1月に菅義偉首相が「政府には最終的に生活保護がある」と発言した際には、「多くの人が生活保護を取るほど、本当に必要な人が生活保護が取れないという状況が減るので、欲しい人は総理の言う通りガシガシ貰いに行きましょう。」とためらわずに生活保護の受給を勧めている[412]。『アリとキリギリス』の寓話を例に出して、「今の日本を見ていると、働きアリを美化しすぎている」「海外旅行をしたり、新しい体験をしたりするのは、できるだけ若いときのほうがいい」と述べている[413]。生活保護の申請の際に福祉事務所で行われている「水際作戦」について、「違法な対応のため警察を呼ぶという対処法もある」と述べている[414]。

- 生活保護やベーシックインカムの実現を主張するのは優しいのではなく、生産性の低い無能な人間に足を引っ張られないようにするためであると主張している。「おいらが『頑張らなくていい』とか『生活保護を取れ』というのは、優しいのではなく、生産性のない無能が集団に居ると周りに迷惑をかけるからです。集団のルールは最低レベルの人に合わせて作られます。リモート作業出来ない無能が一人居ると会議は対面になります」「アホに誤解されたとしても、率直に言ったほうが理解力のある人には伝わるので、まだマシです。理解できないアホに忖度して話をしなければならないのは社会損失です」と持論を展開している[415]。ひろゆきがしばしば言及するのがハンス・フォン・ゼークト#都市伝説としての「ゼークトの組織論」であり、「有能な怠け者は指揮官にせよ。有能な働き者は参謀に向いている。無能な怠け者は連絡将校か下級兵士が務まる。無能な働き者は銃殺するしかない。」という組織論である。現実には銃殺するわけにはいかないので、生活保護の受給を勧めている[416]。一般人のツイートで「あなた無能って言葉好きですねー。その一言で人間の良し悪しを判断出来ると思ってらっしゃるのがまた滑稽ですこと」と指摘された際には、「デザイン事務所で働いたら、おいらは超絶無能です。デザインが出来ない事と、人間の良し悪しは関係ありません。能力の有無と、人間の良し悪しをごっちゃにしてる貴方が滑稽だと思うおいらです」と反論した[417]。

- この世にブラック企業が跋扈（ばっこ）してしまうのは「そこで働く人がいてしまう」からで、働く人がいっせいに辞めれば、労働者の売り手市場になりホワイト企業になると主張しており、搾取されている社員やアルバイトは気軽にやめられるように生活保護を受けるべきと主張している。この理論に反対する人は「奴隷が喜んで働いているじゃないか」という搾取する側の考えの持ち主であると述べている[418]。

- 「職業に貴賎なし」という考えは基本的に持たない。『ABEMA Prime』に出演時に「人生で一生コンビニ店員をやりたいと思っている人は1%もいない。お金がもらえて、時給の中で選んだ結果がコンビニだ。生まれてから『コンビニの店員になりたい、一生やっていたい』という人はほぼいない。そのような嘘をつくのはやめてほしい」「ずっと好きな時間だけ働けるようなコンビニはない」「シフト制で『この時間だけ働きたい』『ここは休む』みたいな、働き方でずっと働けるコンビニは残念ながらない。ごく一部そういうコンビニがあるかもしれないが、少数を取り上げて『コンビニの人たちはコンビニで働きたくて、好きで働いているんだ』と押し付けるのは間違いだと思う」とコンビニ店員についての印象を語った[419]。かつては切符を切る駅員がいた鉄道においてSuicaによって自動化されたことを挙げ、「例えば電車ではもう切符を切る人はほぼいなくて『Suicaが超便利だよね』と。その結果、別の仕事を駅員さんができるようになって、駅でも長い行列はなくなった。結果として、今は駅員さんが切符を切る仕事は『ないほうがいいね』と分かる。でも『コンビニの店員は人がやった方がいい』ときれいごとを言う人がいて、結果として人件費をかけ続けてどうでもいい仕事をし続けている社会をみんなで維持しようとする。どうでもいい誰でもできるような仕事をやっている人も尊厳がある中で、それを潰すべきではないみたいなきれいごとを言って成長を止めている人がいる。本来は経済成長でいうと悪だが、日本の中ではそれは正しいことのように評価されている」と主張した[419]。

- かつての友人である（2021年3月に絶縁した）堀江貴文（ホリエモン）もベーシックインカム推進派であるが[420]、ひろゆきが貧困世帯におおらかであるのに対して堀江は年金問題をめぐり政府に説明や制度の改善を求めたデモに対して「ほんとそんな時間あったら働いて納税しろや。税金泥棒め」とツイートして炎上したことがあり、根本的な思想はいささか異なる[421]。

- 北海道苫小牧市の生活保護業務を担当している職員がTwitterに「（生活保護受給者は）人間ではない」「野蛮だから（高級な）時計をしていくと（生活保護受給者に）襲われる」とヘイトスピーチをしていたという報道について言及し「貧困系のNPOで働いている人もそうなんですけど。不遇な人って、嘘を付いたりとか、生活習慣に難がある人とかが多くて。職員が不満に思ったり、負担になっちゃうっていうのは当然だと思うんですよ」と持論を展開し、「なので厳密な審査とかはしないで、さっさと欲しい人に生活保護をあげちゃって。もし嘘を付いていたら、税務署が差し押さえして持っていくとか、そっちの方がいいんじゃないかと思います」と（事実上のベーシックインカムの実現を）提言している[422]。

- 少子高齢化社会での人手不足への対応策は労働生産性を上げるか、ロボット化・機械化を主軸にすべきで、外国人技能実習生制度などの安易に低賃金の労働者を入れることには反対だと主張している。「産業革命の時代に、中国は人件費が安いからなんでも人力で済ませて乗り遅れましたけど、その結果として列強にやられ、国が疲弊していったわけですよね。そんな感じで、安い労働力でその場しのぎをするのって、長期的に見れば失敗するのは歴史的にも明らか」と述べている[423]。「安く働く外国人を入れるので日本人の給料が上がらない。最低時給の日本人すら雇えない会社は潰れるべき。ほうれん草の単価をどう維持するかは別の問題。経営能力のない経営者が経営者として温存されるのが、日本が成長しない原因の一つ。」と主張している[424]。

- 外国人技能実習生を雇っている農家が労働者が2人足りないと年間約1千万円の減収になるという一部報道に関して「『年収400万円払って日本人を雇えばいいじゃん』としか思えないおいらです」「賃金相場よりも安く雇って利益をあげたいというブラック企業が減ったほうが社会が良くなると思います」と主張している[425]。
- 2021年9月19日、「45歳定年制」についてひろゆきは「45歳定年制に反対している人って、無能だけど会社にしがみつきたいという人だと思うんですよね」、「社会保障をちゃんと用意した上で、別に辞めても暮らせていけると。無能な人を切れるようにした方が企業はもっと優秀な人を雇えるじゃないですか。社会保障とセットでやるのはアリなんじゃないかなと思います」と語った[426]。

- 2021年11月19日、政府が人手不足が深刻化する農業・製造業、サービス業など特定技能14業種で外国人労働者の実質的な「永住」を拡大する方針を固めたとの報道に対して「日本人を減らす的確な政策」と皮肉交じりに評した。「外国人を永住させて日本人の比率を下げる。外国人労働者を増やし、日本人を失業者させる。低収入の外国人を雇用することで、日本人の給与を上がらなくする。日本人の若者の収入が増えないので子供を育てる余裕がなくなり少子化が加速する」と主張している[427]。

- 2021年12月26日、年末年始の需要期にある居酒屋が人材を確保できず時給を引き上げる動きが相次ぎ、東京都心では夜間時給が1800円台に上昇する例も出ているという報道を引用しつつ「低賃金の外国人労働者が減ると時給が上がって日本人が暮らしやすくなるという話をしてましたが、コロナ禍のせいで実現出来たので、理解してもらいやすくなったと思います」「それでも理解する気のない頭の悪い人が政治家には多いみたいですが。。。」と皮肉交じりに述べた[428]。

- 前述のように技術のない単純労働者の移民に反対であり、2021年現在でも医者などの特定技能を持つ外国人は日本で働くことができるが、大卒の優秀な外国人が積極的に将来性のない日本に来るわけがなく、アメリカや中国に行くと述べている。これから日本で増える移民は、そういう技能を持たない人たちで、東南アジア諸国などの裕福でない人からしたら時給500円でも高額なので、日本人がやってきた仕事を彼らが安くやることになる。人手が足りないなら、人を雇うために時給を上げるのが経済的には普通なのに、外国から「500円でも働きます」という人が増えたら、日本人の時給も下がる。ベーシックインカムなど、働かなくてもお金が入る仕組みがなければ、移民が増えるにつれて日本社会はますます乱れていくと思うと述べている[429]。

- 「日本は人手不足が深刻」という報道について「人手不足が深刻だって言ってるんですけど、あれメディアに皆が騙されているだけで、別に人手不足じゃないんですよね。一年以上仕事していない人（失業者）が60万人いるので、人手は余ってるんですけど、ただ安く働く人（奴隷）がいないっていうだけなんで、安く働く文句を言わない奴隷のような人が欲しいということで外国人が入ってきているだけなんで、最初の目標設定がずれているかなと思っています」「例えばシンガポールの場合、外国人雇う時って確か年収1200万円以上出さないと外国人が雇えないんですね。1200万円以上払ってもいいくらい優秀な人だったらどんどん来てください、ただ、平均年収よりも下の金額で働く人が来るんだったら、それは日本人の給料が安くなる原因にもなるし、失業者も増えるので止めてくださいってことで、外国人が一律良くないという話ではなくて、優秀な外国人は全然来てもらって構わないと思うんですね。」と述べている[430]。

- 老齢年金を受け取りながら働こうとする高齢者を雇用すると若者の雇用が奪われるので高齢者は働かせないほうがいいと主張している。「多くの若者にとっては、高齢者が働きだすとデメリットのほうが多いと僕は思うんですよ。そもそも高齢者が働き出すと、労働人口が増えるということなので、労働者の給料は下がりますよね。それに例えば『年金をもらっているから時給500円でいいです』っていう高齢者が現れると、『時給900円は欲しいです』っていう若者の雇用機会が奪われます。だから、高齢者の雇用が増えることは、若者の給料を下げることや、仕事を見つけづらくなることにつながると思います。なので僕は、高齢者は働かせないほうがいいと思っています。もちろん、自分で会社を作って、若者もどんどん雇えますっていう超優秀な高齢者は別ですけどね。」と主張している[431]。

- 「肉屋を応援する豚」という言葉が2020年から2021年のマイブームで、残業代を支払わない企業や、年金資金が足りない日本政府などが肉屋の例であり、本来は「お金をくれ」と言うべき立場の人が、「まあ、みんな大変だよね」と聞き分けをよくして許してしまっていることについて「聞き分けのいい豚になっていないか？」と警鐘を鳴らしている[432]。

- 日本の完全失業率は3.0%（2021年5月）と、諸外国に比べて低いとされるが、一方で、2019年には年収200万円以下の人が1200万人を超えており、かといって北欧のように福祉が手厚いかというとそうでもなく、「失業率が低くても幸せな生活につながっているとはいえない」と主張している[433]。

- 日本の食料自給率について、農林水産省がカロリーベースで計算しているために低くなっているとし（2017年に38パーセント）、「生産額ベースでの食料自給率だと66パーセントと大きくはね上がる」「先進国で農業国ではない日本の食料自給率は、まあまあの水準といえる」「なぜ農林水産省はカロリーベースで計算するのか。日本の食料自給率が低いという印象を持たせたほうが農林水産省にまわる国家予算が増え、好都合だからでしょう。こんなことは、本当はどうでもいいのです。数字にはだいたい、なにかしらの意図が隠されているものです」と主張している[434]。

- 持続可能な開発目標（Sustainable Development Goals、略称：SDGs）については批判的であり、特に環境活動家のグレタ・トゥーンベリが飛行機に乗らずに船で移動しているのは「ただのパフォーマンスに過ぎない」と評し、「環境を守るための具体的な技術革新が必要で、その技術革新を、飛行機に乗っていち早く世界中に広めるべき」と主張している。電気自動車がエコだという流れに対しても、火力発電している限り二酸化炭素が排出され続けると主張している。SDGsは一時的な流行に終わると予想しており、根拠としてこれまでの人類史上、世界全体で協力体制を敷けたことはないことを挙げ、「発展途上国へ森林の伐採をやめろと、生きるのもやっとの人たちに環境保全を求めるのは、先進国のエゴを押しつけているだけ」と評している。「SDGsのような、全世界で取り組む必要があるような大きな目標ではなく、個別の国や会社ごとに具体的な目標を提示していったほうが未来はよくなる」と主張している[435]。なお「技術がそのうち地球温暖化を解決する」「地球温暖化に関する社会運動は信頼できない」「中国の排出量が多い（ため他の国による取り組みは無意味である）」などの言説は気候学者により地球温暖化に対する懐疑論の一種として扱われている[436]。

- SDGsに懐疑的であるのと同様に環境問題活動について批判的であり、「地球が私たちの唯一の株主」「地球のリソースは、莫大ではありますが無限ではありません。そして、私たちがその限界を超えてしまっていることは明らかです。しかし、まだ回復可能です。私たちが最大限努力すれば地球を救うことができるのです」（パタゴニア創業者のイヴォン・シュイナードの言葉）を紹介した日本共産党の小池晃に対して「地球人の1/3は中国人とインド人。海洋汚染の1/4は中国から排出されてます」と全世界人口・約80億人のうち、中国とインドを合わせて28億人超になる事実を指摘し、「環境を云々言うのに中国人には何も言わないパタゴニアのような会社は、単なる綺麗事ビジネスなんだと思います。ちなみにパタゴニアの工場の1/3は中国にあります」と中華人民共和国・中国人を批判しない姿勢を疑問視した[437]。

- 新型コロナウイルス感染症における反ワクチン派が感染・重篤化して亡くなるのは頭の悪い人間の自然淘汰であると揶揄している。曰く「最近ワクチンを打たないで死ぬ人たちって、ちょこちょこいるんですよ。“俺ワクチン打たないぜ”って言って結果としてコロナが重篤化して死にましたと。適切な判断、正しい判断ができない人がどんどん減っていくっていう。自然淘汰が2000年を超えても未だに行われているということ。言葉を間違えて言い方を間違えると、“頭の悪い人が死んでしまうのは当然だよね”と捉えられるかもしれないですけど」とのこと[438]。

- 選択的夫婦別姓制度に賛成している。ひろゆきが植木姓を名乗らず、妻が西村姓を名乗っているのは「コスパ」がいいからで「結婚時、植木博之も面白いかと思ってたんですが、『会社役員だと、全ての関わる法人の登記簿謄本の書き換えが必要になりお金もかかるしめんどくさいよ』と、渡邉哲也氏に言われてコスパで西村が継続する事になりました」と主張している[439]。

- 人工妊娠中絶については母親が中絶する権利を認める立場で、「子どもが声を上げられなくて、かわいそうなのは分かるが、レイプをされた母親がその子どもを育て上げなくてはならない責任は、被害者である母親もかわいそうではないか」「できちゃった婚とレイプを一緒にするのは違う」「レイプされて妊娠した女性が『子どもを生みたくない。でも生まなければいけない』という状況は、不幸が確定している」「アメリカにはキリスト教徒でない人が大勢いるので『自分の考えに他人も従うべき』というのが、少し独善的ではないか」と主張している[440]。

- 女系天皇容認派であり、「時間の問題で女系天皇になるので、女系天皇にしちゃえばいい」と述べており、その根拠として側室制度のない一夫一婦制の2021年現在の皇室制度では男の子が生まれる可能性が低いことをあげている。また「頭の悪い人で女系天皇反対で、天皇制維持っていう人は見かけるんですよ。男の子が生まれる確率とか全然考えない頭の悪い人っていうのが世の中にいて。そういうバカが言っているのはわかるんですけど、ちゃんと頭の回る人で、天皇制を維持しつつ、女系天皇がダメだって言っている人が存在するのか分からない。」と述べている[441]。

- 眞子内親王の結婚について、「皇族がお見合いではなく、恋愛結婚をしようとすると、学生時代の知り合いぐらいしか機会は無いわけです」「バッシングに耐えながら異国の地で生活するための基盤を用意出来る『一般男性』なんてそうそう居ないので、眞子さんはマジで人をみる目あると思うおいらです」「皇族に残る人に対しては、皇族の繁栄を視野に入れて結婚するのは筋が通ってると思います。眞子さんは皇族に残らない事を決めたので、『然るべき人』は眞子さん個人で決める事であり、メディアや赤の他人がとやかく言う事では無いと思います」と述べている[442]。

- 日韓問題については解決するのは無理と主張しており、「隣国が揉めるのは当たり前だ。フランスとイギリスは海を挟んで隣国だが、魚を獲りすぎたなどの話でずっと揉めている。溝があるのは当然で、受け入れた方がいいと思っている」「例えば日本で家が2軒並んでいると、落ち葉が落ちてきて『捨てるのウゼえ』とかで隣人は必ず揉める。トラブルはあるけどそんなもんだよねというだけじゃないか。いくらでも揉めごとの種なんて作れるし、歴史の真実を掘り起こしてもしょうがない。『イカゲーム面白いじゃん』とか『K-POP楽しいじゃん』とかで、問題を解決しようとしないほうがいい。『問題もあるけど、でも僕らは普通に暮らしていくよね』でいいのではないか。だって（解決は）無理だから」「例えばキムチや冷麺を食べることを韓国の文化とすら思ってない人もいる。要は焼肉に行ったら『カクテキが出てきて当然』と思っている。要は文化が完全に根付いている状態なので『これは韓国のものだよね』や『これはフランスのもの』といちいち意識しないで、文化を共有している。こういう形のほうがよっぽど揉めごとは減ると思う」と主張している[443]。

- 立憲民主党が若い世代からの支持が広がらない要因を分析し「党員に対してのアピールではなく、国民に対してアピールしないと『立憲民主党っていいよね』とならないと思う」「党内の女性比率はけっこうどうでもいい問題。給付金を配る、コロナ対策すると言ってくれたら『じゃあ立憲民主党に任せたらこうなるんだ』とわかる。女性比率増やすと言われても、それで（国民にとって）何が手に入るのかがわからない。もっとメディアがどのように取り上げるのかを意識して話したほうがいい」と主張している[444]。

- アベノマスクが余ったことに対して「今（2021年現在）でも世界中でマスクはしてるので、もちろんアベノマスクが有用であれば、今配ってもみんな『欲しい欲しい』ってなると思うんですけど、今ですら欲しがる人がいなくて余ってるって状態なので、評価として政策としては失敗だったでいいと思う」「ただ、責任を問うべきではないと思う」「それで世界中にマスクを配りまくったわけですよね。その結果マスク不足が解消したんですけど、そうならなかった可能性もあるので、あの時点でガーゼのマスクを配るという判断をしたこと自体は間違いじゃないと思うんです」「あの状況で間違った判断するのはしかたない。すべて正しい判断を求めるというのは無理なので、無駄だったけど責任を問うべきではないというオチにすればいいじゃないかな」と主張している[445]。

- 2022年1月12日、小学校教諭が教え子の10代の女児3人にわいせつ行為をしたとして、警視庁捜査1課に再逮捕されたニュースを引用し「文部科学省は、わいせつ行為をした教師の免許を取り消さないので、新たに三人の児童の被害が出て、4回目の逮捕だそうです。文科省の官僚も大臣もアホしか居ないの？」と批判したが、「1回目の逮捕以前のわいせつ行為に関して再逮捕されたのであって、文科省を非難するのは見当違いだ」と事実誤認を指摘する声が相次ぎ、翌13日に「初逮捕後の余罪のようですねー。失礼しましたー。」と謝罪した[446]。

- 日本の核武装に賛成している。「アメリカ人が殺されてもアフガニスタンに報復しなくなったように、日本人が殺されてもアメリカ軍が出動しない可能性があります」「1994年、アメリカ、ロシア、イギリスがウクライナの安全を保障したので、ウクライナは核を放棄した（ブダペスト覚書）が、ロシアの侵攻に対して、イギリス、アメリカがウクライナの為に何をしてるか？を見ると『日本に核は要らない』の説得力の無さがわかりやすい」「世界最貧国の一つ北朝鮮は核があったので攻撃されなかった」と主張している[447][448]。

- 原子力発電所（原発）の再稼働に賛成している。「原発を動かすという答え以外ない」「時間の問題で、後は国民がいかに納得するか。どう時間をかけるかだと思う。日本はまだそこまで電気代が上がっていないようだが、もうドイツは電気代が2倍になっていたり、スペインも上がって、フランスでもちょこちょこ上がり始めている。電気代を考えたら『核や原子力発電所って良くないよね』と言っている場合ではない」と主張している[449]。2022年に政府から節電要請が出た際には「電力不足という説明の仕方がおかしい気がしている」「原子力発電所を稼働させればいいだけだと思う。原子力発電所を稼働させようと全く使わなかろうと、リスクはあまり変わらない。原発が稼働していないと言っても、まったく原子力を出さないわけではないし、メンテナンスも必要だ。今の時点で夏場にクーラーを使わない人、クーラーがない人が熱中症で死んだ場合は『“原子力反対”と言う人が殺しているんだよね』ということをちゃんと自覚してもらった方がいい」と発言した[450]。

- 男女平等主義の立場を取るが、フェミニストにはおおむね批判的である。曰く「男女平等を実現したいのであれば、今の日本では『フェミニズム』って言葉を使わないほうがいいように思うんですよね」「平等主義者と差別主義者が、同じ『フェミニスト』って名前でものを言って、二つがごちゃ混ぜになってしまっているから、反対する側が『だって君たちは差別主義者じゃないか』と言えてしまう状況なんです」「フェミニズム側の人も、『差別主義者はフェミニストではないよね』ってはっきり切り分けないじゃないですか。どうしてなんでしょうね」と主張している[451]。

- 男女に賃金格差がある、非正規雇用で女性が苦しんでいるという論について、「非正規雇用で苦しむのは、男女関係ない。『非正規雇用廃止！』とか、生活水準に満たない給与で暮らすのは大変なので、ベーシックインカムにしよう！という話ならわかります。なんで、男女とか性別の話にしちゃうんすかね。アホなの？日本のホームレスの95%は男性。」「2017年の日本のホームレスの平均年齢は61・5歳です。女性は性産業に行くからホームレスにならないとか言う人は、61歳の女性が性産業で働いてるとでも思ってるのでしょうか？」と論じている[452]。

- 陰謀論にハマる人の共通点として「（テレビ・新聞などの既存の）メディアが情報操作をしている」と逆張りをしている点を挙げ、「メディアの逆張りを信じるだけでいいから、頭を使わなくてラクなんですよね。『あいつらは間違っている！』と反対だけしていればいいわけです。」と述べている。陰謀論者の反ワクチンはドナルド・トランプも反ワクチンだと勘違いしがちだが、トランプはワクチン推進派である。メディアに対する姿勢としては「『メディアは正しいことを伝えようとしている』と考えておいたほうがいい。その上で、『たまに間違えるから、ちゃんと情報を読み取って判断しておこう』という態度が正しいのです」と述べている[453]。また、陰謀論を信じる人は基本的には「いい人」であり、「いい人」であるからこそこの世に「悪」が存在し「悪」を倒せば世の中は良くなるという単純な思考になってしまうとし、「ヘタに陰謀論っぽい考えを信じかけているなら、そこから抜け出すためには、『自分が正しい』と思わないことですね。みんな間違っているし、自分の努力では何も変えられない。そういう前提で生きたほうがいいですよ。」と主張している[454]。

- 2022年6月にインフレーション（物価高）・急激な円安について日銀総裁の黒田東彦が「（長期金利の上限引き上げは）金融緩和の効果が弱まる。そういうことは考えていない」と発言したことに対して「値上げをしてもバカスカ買ってくれる金持ちがいるんだったら、全然物価高くして『買ってくれた』『儲かった』っていうので、賃金上げることができる。ですけど、別にすげえ儲かってる企業がない状態で、家計が物価高、燃料高で可処分所得が減っていって『毎月使えるお金が減りました』『企業の売り上げが下がりました』ってなったら、普通に考ると『賃上げできるわけねえじゃん』になる」「日銀は粘り強く賃上げができると思い込んでる。その間違いにいつ気づくのかと思います」と警鐘を鳴らしている[455]。

- 自民党が与党で居続ける（野党が選挙で勝てない）理由を「マイノリティの罠」という言葉で表現することが多い。「マイノリティの罠」とは「少数派の声に耳を傾けすぎて、大局的な政治方針が見据えられない」といった意味合いで「おかしな思想の代表を束ねてもまともな多数派には支持されないので、永遠に野党で居続ける『マイノリティの罠』に嵌り続けます」「多くの中道の人も含めて『自民党でいいや』ということで自民党が勝っているわけじゃないですか。なので、中道じゃない立憲民主党の党員から投票された方が代表になるとすると、中道のまともな人たちが言わないようなことを言った人がむしろ票を受けたりする。そうなると『夫婦別姓が超大事』と言っているマイノリティの尖った人たちが、一番票を持っているみたいになる。日本のマジョリティの人たちが望んでいないことを主張する人が代表になって、結果として次の選挙に負ける」と主張している[456]。

- 牛、豚などの食肉の畜産に関しては、環境に全くダメージはないが、漁業はトロール漁などで、海底ごと削り取るような漁法により、珊瑚を含む多くの生き物を丸ごと殺してしまう。こういう乱暴な漁をなぜしているかというと、人が魚を食べるためなので、「魚を食わない」というのが環境にとって正しい。なぜか牛や豚は食わないが、魚は食うという奴が環境派にいる。また、屠殺場がなくなると病気が広まる。肉を食えないとちゃんと子供が育たない。ヴィーガンのように頭のわるい者が、自業自得で困るのは勝手だが、牛や豚を食うことを非難するのはやめてほしい。緑の世界を残したいのであれば、人類を減らした方がいいので、中国とアメリカに核戦争を起こさせ、地球上に多くの人類が住めなくなる場所を作ることで地球環境はよくなる。核汚染で植物に異常が生じるかという点に関しては、放射能汚染された時点では動植物に異常が生じたものの、ともに寿命が短く、遺伝子が破壊されたとしても新しい世代交代により、チェルノブイリでも福島でも、むしろ動植物は激増している。動物と植物の「緑の世界」という意味なら原爆の落ちた後に近い状況が自然環境が生き残っており、原子爆弾を世界中に落とせというのは正解だと思うと発言[457]。

- 2022年5月、ABEMA Primeの討論番組で「憂慮する日本の歴史家の会」の論客の羽場久美子 と激論を交わす中で、羽場が停戦を強く主張するのに対し、西村がロシアの停戦交渉代表団のウラジーミル・メジンスキーは異民族抑圧・弾圧を正当化する本を書き、また、大ロシアとしてウクライナもロシアの一部にしようとする思想的バックボーンを持っている人物であり、そもそもロシアの停戦交渉代表団は停戦する気がない人がトップにいるので、感想や思い込みで停戦しようと思い込んでいるだけで、その主張には根拠はないと反論。これに対する羽場の反論が、論点をそらそうとする姿勢を見せたことに、西村が「日本語が理解できていない」などとしばしば突っ込み、羽場が沈黙する場面が見られた。さらに西村は戦争被害者を減らすことには賛成だがその手段が停戦というのは頭が悪く、ロシア軍は過去の占領地域を見てもむしろ大規模に被害者は増えると反論した。また羽場はアゾフ大隊がロシア人を虐殺したと主張したことに西村が反論したが、羽場はその証拠を示すことができなかった[458]。

- 森友学園問題について、2022年7月10日のYouTube上にて、「森友学園理事長・籠池泰典と昭惠夫人が悪いのであって、安倍晋三自身は本当に何も知らず、昭惠夫人が勝手に名誉校長になり職員が忖度した問題であり、安倍自身は被害者だ。ただ、忖度するような構造を作ってしまったのは長期政権が原因であり、職員がやったこともトップの責任だという視点からは安倍にも責任はあるが、一番の加害者は昭惠夫人だ。本来まともな人間なら、公職についている総理大臣夫人が民間の役職を持つことなどあり得ない。籠池が実行犯ではあるが、この問題が大きくなった原因は昭惠夫人だ。ただ、桜を見る会問題に関しては、安倍は完全にクロだ。この問題だけではなく、安倍自身がやらかした悪いことはほとんどなく、安倍の周辺人物が安倍を利用して利権を吸い上げたもので、実は安倍自身にはメリットはなかったが、安倍の責任となっているものが多い。神輿は軽い方がいい。安倍はすごくいい人でみんなに利用されていた」と発言[459]。

- 2022年（令和4年）7月8日に発生した安倍晋三銃撃事件について、犯人は高卒で宅建とファイナンシャルプランナー2級を取得しており、かなり優秀で努力家だ。「無能の人」が「無敵の人」になることは多いが、かなり優秀でも報われていない場合は「無敵の人」になる場合がある。宅建取れる奴が食えない国はおかしいだろうと発言[459]。

- 2022年（令和4年）9月5日に発生した牧之原幼稚園バス3歳女児死亡事件について、園長の記者会見で死亡した園児の名前を何度も言い間違えたり、薄ら笑いを浮かべたり他人事のように話したことに対して「いやなんかすごいなあと思って」「僕もわりとサイコパスって言われることが多いんですけど、自分の管理でひょっとしたら助かるかもしれなかった女の子がいる状態で、あの動きができて、笑顔が出せるってすごい人だなあ…っていうのでちょっとびっくりしてる感じです」と皮肉交じりに述べた[460]。

## エピソード
- 小学校の卒業文集では「クラスが選ぶ明るい人第1位」に選ばれた[461]。

- 小学生の頃はトカゲを捕まえるのが趣味だった。エピソードとして「自分の家でもよくトカゲをばらまいていて、掃除をするとタンスの裏とかでよくトカゲが死んでました」と話している。自宅の団地の4階に住んでいたおばさんの家にプレゼントとしてトカゲをばら撒いて怒られると、恩を仇で返されたと思い、おばさんの腕に噛み付いたことがあると語っている[462]。

- 高校時代は自転車サドルの窃盗やマジックマッシュルームの摂取をしたほか、泥酔し警察に連行され、派出所前の路上でウイスキーをばら撒いたことがある（本人談）[463]。

- かつては各種講演で講師を務めることも多く、2006年11月4日には早稲田大学で講演を行った（現在、講演の仕事は「特に話すことがない」として全て断っている）[464]。またインターネットを通じた公開討論などでもパネリストや司会を務めている。政財界では河野太郎や麻生巌などがひろゆきと対談している[465]。

- 2010年5月2日放送のテレビ番組「デキビジ」で経済評論家の勝間和代との対談では写像という言葉の意味を知らずに「なんですか？“写像”って」と返答したところ勝間に「ダメだコレ」と返され、「なんかその……たとえば“写像”って言葉の意味を僕は知らないんですけど、一般の人的にもたぶんそんなに常識的な言葉じゃないですよね？ それを持ち出して“ダメだコレ”って言われても……」と論破した[466]。後に勝間は自身のブログにて「心から非礼をおわび申し上げます」と題する文章を掲載し、「ホスト役であるにもかかわらず、持論にこだわりすぎ、ひろゆきさんから話を上手に引き出せなかった」「（ブログやTwitterで）数千件のコメントをいただきました」と謝罪している[467]。

- 英語が得意であり、2021年12月1日放送のTBS系「犯人に告ぐ！盗聴盗撮 怒りの追跡バスターズ第9弾」に出演した際に米国人だと騙る架空請求業者に対して「I don't think you're American（あなたはアメリカ人ではないですよね）」と話しかけたところ「ハイ」と日本語で返してきたため「OK, We can speak English（大丈夫、英語で話せますよ）」「Could you speak English please?（英語で話してくれますか？）」と英語でまくし立てて論破した[468]。また別の架空請求業者には10万円分のGoogle Playカードを買うよう指示された際に「●●（大手ソフトウェア会社）さんなのに何でGoogleなんですか？」「これ僕のことを騙そうとしてます？」と質問すると「チガウチガウチガウチガウチガウチガウ！」と電話を切られた。ひろゆきはこの番組の感想を「外国人がやっていてサイトもちゃんと作ってるとかで、割と本格的な組織でやってる感のあるところだったので、そういう意味ではそれなりに騙されてお金が動いてるんだろうなって感じがしました」と述べている[469]。

- 2022年1月2日放送の『マッドマックスTV』第25回で「（ボクシングの）試合前の過激なパフォーマンスはアリ or ナシ」のテーマで亀田興毅、亀田大毅兄弟にディベートで2連敗した。興毅には0対3で、大毅には1対2の判定であった[470]。

- リモート出演での討論番組の議論中にGoogle検索していることを公言している。「僕は人と話してる最中に、頭を使って喋ってないことが多い」「討論番組系で、僕がなんで強いかっていうと、人が話してるときに普通にググってるのね。対話をしながらも『こういうのがあります』って言えて。みんなは自分の記憶力で戦ってるんだけど、僕だけ検索エンジンで戦ってるから強いよねって」と明かしている[471]。

- 「西村博之」名義で出している著書はひろゆきが編集者と話した内容を編集者がまとめた本がほとんどであり、「あとがき」しかまともに文章を書いていないと『1%の努力』のあとがきで明かしている。『1%の努力』をまとめたのはダイヤモンド社の編集の種岡健である[307]。

- 2021年10月24日の「サンデージャポン」に妻である西村ゆかが出演し、「ひろゆきの『宇宙語』を10年間聞いている」「『シュッシュ』の語尾が下がるときはちょっとへこんでいる」「話し方は外に出ているイメージよりだいぶかわいい」「YouTubeを始めるときは『おいら、生放送屋さんになるポン』と話す」などとプライベートを暴露した。「作った料理を美味しいって言え」という激白にはしどろもどろなコメントを返し、いわゆる恐妻家であることが判明した[472]。

- ひろゆきのアイコンは4chanのユーザーによって創作された。これは4chan開設者のmootが猫耳のペルソナであることに対抗して、兎耳を持つ男の子として作成されたものである。愛称は「Hiro-tan」あるいは「Mootwo（ひろゆきが4chanの2番目の管理人であることに由来）」[473][474]。他に人種差別的なスラングを絡めた 「gook moot（グック・ムート）」、「Hiroshima Nagasaki（ヒロシマ・ナガサキ）」とも呼ばれる[475]。

## ペンギン村
Google WorkspaceのGoogleDrive利用無制限とGoogle Chatを利用した人格否定禁止のコミュニティサービスとして運営中。有料で、月額1880円。
管理人（村長）のひろゆきは以下のように述べている。
なお、ペンギン村の規約はひろゆきが考えるのが面倒だったので、キングコングの西野亮廣がやっているオンラインサロンの規約を「（本人が見たら）絶対にわかるレベル」でパクったものである。曰く「規約には思想や感情といった表現はないので、著作物としての権利を主張するのは難しいのではないかと思います。加えて、西野さんであれば、たぶん笑って許してくれるのではないかと思ったというのもありますが。」と述べている。

## 出演

### 現在の出演

#### WEB番組
- ABEMA Prime（2020年4月3日 - 、AbemaTV）- 金曜MC[478]→水曜MC[479]

#### ラジオ番組
- ひろゆきの行先未定（2022年3月5日 - 、FM軽井沢）[480]

### 過去の出演

#### テレビ番組
- ニュースステーション（2000年5月9日、テレビ朝日）
- 博士の異常な鼎談（2009年10月9日、TOKYO MX/tvk）
- デキビジ（2010年5月2日、BSJ） - 勝間和代と共演
- ビートたけしのTVタックル（2015年6月22日他数回、テレビ朝日）
- 橋下×羽鳥の番組（2016年8月22日他数回、テレビ朝日） - 森永卓郎や杉村太蔵と共演
- NHKスペシャル 平成史スクープドキュメント 第8回「情報革命 ふたりの軌跡〜インターネットは何を変えたか〜」（2019年4月28日、NHK総合）
- サンデージャポン（2019年5月5日他数回、、TBSテレビ）
- グッとラック!（2020年4月 - 2021年3月24日、TBSテレビ）- 火曜→水曜コメンテーター
- 乃木坂に、越されました〜AKB48、色々あってテレ東からの大逆襲!〜（2021年7月7日（6日深夜） - 9月29日（28日深夜） テレビ東京）- MC[481]
- じっくり聞いタロウ〜スター近況（秘）報告〜（2021年9月23日、テレビ東京）
- X年後の関係者たち（2022年7月19日、BS-TBS）
- AKB48、最近聞いた?〜一緒になんかやってみませんか?〜（2022年1月19日（18日深夜） - 6月29日（28日深夜）、テレビ東京）- MC[482]
- AKB48、最近聞いたかも?〜一緒になんかやってみませんか?〜（2022年7月13日（12日深夜） - 9月28日（27日深夜）、テレビ東京）- MC
- AKB48、最近聞いたよね…〜一緒になんかやってみませんか?〜（2022年10月5日（12日深夜） - 2024年3月27日（26日深夜）、テレビ東京）- MC
- run for money 逃走中（フジテレビ）
  - 逃走中～大みそかSPお台場大決戦!～（2022年12月31日）
  - |逃走中〜お台場リベンジャーズ〜（2023年12月31日）
- ひろゆき&大盛真歩のまったり妄想不動産（2023年5月7日 - 2024年7月28日、山梨放送）
- マッドマックスTV論破王（テレビ朝日、ABEMA）
- ひろゆきがヒット商品を論破!?（2024年1月20日 - 2025年06月03日、フジテレビ）

#### WEB番組
- 生対談!!ひろゆきと戀塚のニコニコを作った人 (2007年12月25日、ニコニコ生放送)
- 「日本アニメ（ーター）見本市」勝手に鑑賞会第二回 (2015年2月24日、ニコニコ生放送)
- 「雑談配信者」公式生放送（2016年9月24日 - 2018年7月20日、ニコニコ生放送）- 司会
- 世界の果てに、ひろゆき置いてきた (2023年8月12日 - 9月10日、ABEMA）
- 世界の果てに、東出・ひろゆき置いてき (2024年5月19日 - 2025年3月2日、ABEMA）
- モデルプレスカウントダウン（2021年11月26日 -  2023年3月28日、ABEMA）

他多数

#### ラジオ
- さくらのブロラジ （2007年1月5日、ラジオ関西）[483]
- TOKYO SPEAKEASY（2020年6月26日、エフエム東京）
- ロンドンブーツ1号2号 田村淳のNewsCLUB（2021年2月20日、文化放送）

#### CM
- ドワンゴイロメロミックス（2005年） - 声のみの出演
- N高等学校（2022年）
- ソフトバンク（2023年）
- エコリング（2024年）[484]
- UP-T（2024年）

#### 雑誌
- 週刊プレイボーイ「なんかヘンだよね」（堀江貴文と共演）

他多数

#### 映画
- マギカ☆調べ（2012年） - 暁美ほむら役[485]
- 北園現代史 ～自由の裏に隠された衝撃の実態～ - YouTube（2021年） - 北園高校の卒業生として出演。

### ひろゆきを演じた人物
いずれも声の出演。
- 水島大宙 - OVA『ねとらん者 THE MOVIE』（2004年）
- 子安武人 - 『異世界ひろゆき』コミックス発売PRプロモーション動画（2022年）

## 著書

### 単著
- 『元祖しゃちょう日記』講談社、2004年10月1日。ISBN 406212646X。
- 『2ちゃんねるはなぜ潰れないのか?』扶桑社新書、2007年6月。ISBN 4594053882。
- 『僕が2ちゃんねるを捨てた理由』扶桑社新書、2009年5月。ISBN 9784594059521。
- 『ソーシャルメディア絶対安全マニュアル トラブルにまきこまれないFacebook、Twitter、LINEの使い方』インプレス、2013年6月。ISBN 9784844334538。
- 『無敵の思考 誰でもトクする人になれるコスパ最強のルール21』大和書房、2017年7月8日。ISBN 4479796010。
- 『働き方 完全無双』大和書房、2018年4月14日。ISBN 9784479796442。
- 『論破力』朝日新書、2018年10月12日。ISBN 9784022737915。
- 『このままだと、日本に未来はないよね。』洋泉社、2019年2月21日。
- 『これからを生きるための無敵の―お金の話』興陽館、2019年3月6日。ISBN 978-4877232375。
- 『自分は自分、バカはバカ。 他人に振り回されない一人勝ちメンタル術』SBクリエイティブ、2019年4月6日。
- 『凡人道 役満狙いしないほうが人生うまくいく』宝島社、2019年9月12日。
- 『1%の努力』ダイヤモンド社、2020年3月5日。ISBN 9784478108499。
- 『なまけもの時間術 管理社会を生き抜く無敵のセオリー23』学研プラス、2020年4月9日。
- 『叩かれるから今まで黙っておいた「世の中の真実」』三笠書房、2020年11月27日。
- 『ラクしてうまくいく生き方 自分を最優先にしながらちゃんと結果を出す100のコツ』きずな出版、2021年6月1日。
- 『無敵の独学術』宝島社、2021年7月2日。ISBN 978-4299017611。
- 『僕が親ならこう育てるね』扶桑社、2021年9月15日。
- 『ひろゆきのシン・未来予測』マガジンハウス、2021年9月29日。
- 『がんばらない勇気』宝島社、2021年11月5日。ISBN 978-4299022356。
- 『頭の悪い人でもゼロからわかる！頭がよくなる方法見るだけノート』宝島社、2022年2月26日。ISBN 978-4299026668。
- 『ひろゆき流 ずるい問題解決の技術』ダイヤモンド社、2022年3月15日。ISBN 978-4833424448。
- 『お金の本 図解だからわかる』興陽館、2022年5月11日。ISBN 978-4877232900。
- 『無理しない生き方 自由と快適さが手に入る37のアドバイス』きずな出版、2022年6月28日。ISBN 978-4866631714。
- 『頑張らずに楽しく生きる 人生が好転する100の言葉』Gakken、2022年7月26日。ISBN 978-4-05-406863-6。
- 『よのなかの攻略法 学校編 ～ミライの攻略法～』小学館、2022年12月7日。ISBN 978-4092272712。（マンガ：フタバマリ）
- 『ざんねんなインターネット』扶桑社、2023年3月29日。
- 『日本人でいるリスク』マガジンハウス、2023年5月31日。ISBN 978-4838732326。
- 『がんばらないコミュ術』宝島社、2024年1月11日。ISBN 978-4299051035。
- 『税弱な日本人からふんだくるピンハネ国家の不都合な真実』宝島社、2024年5月15日。ISBN 978-4299053787。{{cite book ja}}:  CS1メンテナンス: 先頭の0を省略したymd形式の日付 (カテゴリ)（監修：根本和彦）
- 『賢い人が自然とやっている　ズルい言いまわし』扶桑社、2024年8月30日。ISBN 978-4594097677。{{cite book ja}}:  CS1メンテナンス: 先頭の0を省略したymd形式の日付 (カテゴリ)
- 『僕が若い人たちに伝えたい 2035年最強の働き方』Gakken、2024年12月12日。ISBN 978-4054070042。
- 『貧しい金持ち、豊かな貧乏人 賢い安上がりな生き方80の秘訣』徳間書店、2025年5月1日。ISBN 978-4198659714。{{cite book ja}}:  CS1メンテナンス: 先頭の0を省略したymd形式の日付 (カテゴリ)

- その他、2ちゃんねるに匿名で投稿された文章を元に編集された数多くの書籍（例として『電車男』）は、2ちゃんねるの代表者であるひろゆきが、著作者権を投稿規定に基づいて行使する形で出版されている。ただしこれには異論もあり、投稿者が投稿した当時には投稿規定が表示されなかったり、あるいは当時には投稿規定の文言が現在表示されるものと異なるため、一部の投稿については投稿規定の効力に疑問があるとする意見もある。もっともこの場合、『電車男』のログの出版・ならびにそれを元に創作された映画・ドラマ・漫画など副次的創作物が利益を出した場合、還元すべき対象はどこの誰なのか、またスレッドに書き込みをしたと自称する人物たちが名乗りをあげた場合に、どうやってそれらを真実であると証明するのか、といった多くの問題が背後に控えている。
- ひろゆき自身は『電車男』の二次著作権料は受け取っておらず、新潟県中越地震災害義捐（ぎえん）金として送金したとしている[486]。

### 共著
- 『2ちゃんねるで学ぶ著作権』、共著：牧野和夫、アスキー、2006年7月、ISBN 4756147704。
- 『ホリエモン×ひろゆき 語りつくした本音の12時間 「なんかヘンだよね…」』、共著：堀江貴文、集英社、2009年9月、ISBN 9784087805338。
- 『そこまで言うか！』、共著：堀江貴文・勝間和代、青志社、2010年9月、ISBN 9784905042006。
- 『オンナは苦手。』、共著：田母神俊雄、李白社、2010年11月、ISBN 9784894519268。
- 『ホリエモン×ひろゆき やっぱりヘンだよね 常識を疑えば未来が開ける』、共著：堀江貴文、2016年10月26日、集英社 ISBN 9784087808049
- 『考えて生きる 合理性と好奇心を併せもつ』、共著：成毛眞、2022年5月26日、集英社 ISBN 978-4087900798
- 『ひろゆきと考える 竹中平蔵はなぜ嫌われるのか?』、共著：竹中平蔵、2022年6月24日、集英社 ISBN 978-4087880793
- 『活動遺産』、共著:スミマサノリ、山村浩一、はしもとみお ほか。編者:清古尊、2024年、デザインエッグ ISBN 9784815041236

### 編著
- 『思い出に残る食事』バジリコ、2003年8月。ISBN 4901784226。

### その他
取材協力
- 西村ゆか他『だんな様はひろゆき』朝日新聞出版、2021年10月20日。

監修
- 戸塚たくす作・西出ケンゴロー画『異世界ひろゆき』（となりのヤングジャンプ 2022年7月8日 - ）
- 高菜八期作・はたしま卯月画『ひろゆき、異世界でも論破で無双します』（コミックアルナ 2022年8月号（創刊号） - 2023年7月号）※第1部完

## 音楽
- 激走爆走チーム2ちゃんねる（2000年12月25日） - Team2chのテーマ曲
- モナ〜らぶ（2001年3月11日）
- おいら（2001年5月11日）
- やる気なし!（2001年7月7日）
- アメニモマケテ（2001年7月14日）
- 89337564!（2001年10月20日）
- 4649!（2001年11月5日）
- 初音ミクで季節モノの曲を作ってみたよ。＠ひろゆき（2007年12月24日）- 「きよしこの夜」を初音ミクに歌唱させた作品。ニコニコ動画にて発表[489]

ひろゆきはメインボーカルを担当、切込隊長やひげおやじがバックコーラスなどで参加している。すべてネット上でフリーダウンロードシングルとして発表されたほか、2001年7月に開催されたイベント「2ちゃんねる祭り@2周年記念」で発売された『2ちゃんねるソング集』には「激走爆走チーム2ちゃんねる」～「アメニモマケテ」までの5曲が、2002年8月に発売された書籍『2ちゃんねる公式ガイド2002』の付録CD-ROMのオーディオトラックには「モナ～らぶ」と「4649!」の2曲が収録された。なお、ひろゆき本人は上記の楽曲を黒歴史として扱っており、再び歌うことを拒否している。